# 罗伯特·奥本海默
朱利叶斯·羅伯特·奧本海默（1904年4月22日—1967年2月18日），美國理论物理学家，在第二次世界大战期間領導洛斯阿拉莫斯實驗室，其參與的曼哈頓計劃最終研發出用於轟炸廣島與長崎的首批核武器，因此也被稱為「原子彈之父」。
奧本海默生於美國纽约，1925年自哈佛大学物理學系畢業，1927年在马克斯·玻恩指導下取得德國哥廷根大学物理學博士學位。畢業後，他曾在幾所不同學校任教，至1936年成為加利福尼亞大學柏克萊分校物理學系教授。奧本海默在物理方面的研究成果包括分子波函數的玻恩-奥本海默近似、電子與正子理論、核聚變中的奧本海默-菲利浦斯過程及首次預測量子穿隧效應。他和學生的共同研究還對現代中子星和黑洞理論、量子力學、量子場論及宇宙射線相互作用等範疇有重大貢獻。
1942年，奧本海默受命主持曼哈頓計劃，1943年以後領導位於新墨西哥州的洛斯阿拉莫斯實驗室；在他的主導下，曼哈頓計劃取得重大成功。1945年7月16日，他見證人類史上首次核試驗——「三位一體」核試驗在新墨西哥州進行。最終，美國以原子彈轟炸日本廣島及長崎，結束第二次世界大戰，這是原子武器唯一一次投入實戰使用。
戰後，奧本海默於1947年成為新泽西州普林斯頓高等研究院院長，並在新成立的美国原子能委员会中獲任總顧問委員會主席一職。他利用這一身份遊說國際社會對核技术進行管控，防止核擴散，進而避免美國與蘇聯發生核軍備競賽；他還反對美國政府推動氢弹研發，其國防相關觀點激怒了不少政界及軍方人士。第二次紅色恐慌期間，奧本海默的立場及其過往與美國共產黨的關聯，最終導致其安全許可在1954年遭到撤銷，意味著他無法再直接影響政治。不過，奧本海默仍繼續演講、寫作及研究物理。1963年，他獲頒恩里科·費米獎，形同平反。1967年，奥本海默死於喉癌，終年62歲。2022年，美國政府正式撤銷當年取締奧本海默安全許可的決定。

## 名字
奧本海默常用名「J. Robert Oppenheimer」中的縮寫「J」的全寫為何，至今仍眾說紛紜。奧本海默的出生證明上寫「朱利葉斯·羅伯特·奧本海默」（Julius Robert Oppenheimer）；歷史學家艾麗斯·金博爾·史密斯和查爾斯·韋納在《羅伯特·奧本海默：書信與回憶》（Robert Oppenheimer: Letters and recollections）中寫道，「究竟羅伯特名字中的『J』是朱利葉斯的意思，還是本人親口所說的『沒有意思』，我們不得而知。他弟弟弗蘭克猜測『J』是象征性的，為了讓長子能隨父親名字之餘，又能滿足他父母不想讓羅伯特成為『小朱利葉斯』（junior）的意願。」阿什肯納茲猶太人傳統中並沒有以在生親戚的名字命名新生子女的做法。彼得·古德柴爾德在《J·羅伯特·奧本海默：世界毀滅者》（J. Robert Oppenheimer: Shatterer of Worlds）中寫道，羅伯特的父親朱利葉斯在他名字前面加上沒有含義的縮寫，是為了讓羅伯特的名字更為突出。然而古德柴爾德在此處沒有任何引用，因此這一主張的來源不詳。羅伯特本人則在1963年11月18日湯瑪斯·孔恩對他的採訪中表示「J」並無含義。

## 早期生活

### 兒時和教育
1904年4月22日，羅伯特·奧本海默出生在紐約市一個富裕的猶太人家庭中。其父親朱利葉斯·奧本海默（Julius Oppenheimer）從事紡織品進口生意，1888年從德國移民至美國；母親艾拉·弗里德曼（Ella Friedman）則是一名畫家。父親初到美國，身無分文，沒有大學學歷，亦不會說英語。後來，他在一家紡織品公司找到一份工作，不到十年便成為了總裁。母親原是巴爾的摩人。奧本海默一家為不遵循宗教儀式的阿什肯納茲猶太人。全家在1912年搬進曼哈頓西88街附近高檔別墅區內的一所公寓。他們收藏的名畫包括巴勃羅·畢加索、愛德華·維亞爾和文森·梵谷的作品。羅伯特還有一個弟弟，法蘭克，之後也成為了一名物理學家。
奧本海默最初就讀阿爾坤預備學校（Alcuin Preparatory School），1911年入讀菲爾德斯頓文化倫理學院。這所學校由伦理文化运动的創始人菲利克斯·阿德勒建立，而奧本海默的父親已是該協會的成員多年，並從1907年至1915年擔任協會的董事。奧本海默博學多才，除了喜好英國和法國文學，還對礦物學抱有興趣。他在一年之內就完成了三四年級，並跳過了八年級的一半。他在最後一年開始對化學產生興趣。奧本海默夏天隨一家在歐洲度假，在亞希莫夫探礦時患上了潰瘍性結腸炎。這使得他在畢業後休學一年，至18岁時才進入哈佛學院。在他療養期間，父親請英文老師赫伯特·史密斯（Herbert Smith）帶他到新墨西哥州，奧本海默就在這時愛上了騎馬和美國西南部。
在大學期間，奧本海默主修化學，但哈佛要求科學學生也要修讀歷史、文學、哲學和數學。由於推遲入學，他每個學期修讀六門課程，最終受邀請加入本科榮譽學會「ΦΒΚ」。大一期間，他因為獨自學習而獲批准無須修讀基礎物理課程，並可直接修讀高等物理課程。奧本海默在珀西·布里奇曼所教的熱動力學課程中被實驗物理學所吸引。他在入學三年後以最高榮譽畢業。

### 在歐洲進修

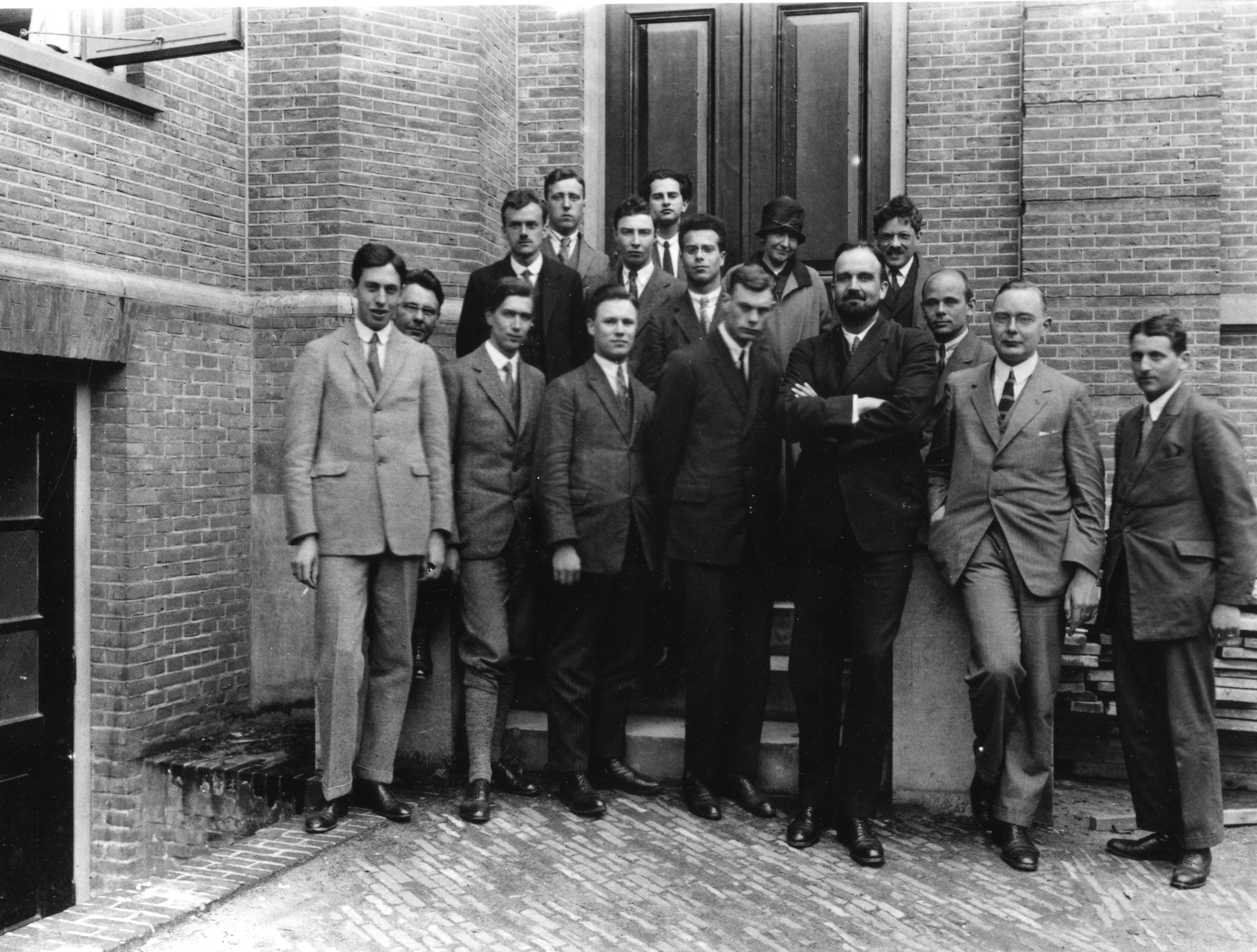
1926年攝於荷蘭萊頓海克·卡末林·昂內斯的實驗室。奧本海默為第二行從左數起第三位

1924年，奧本海默被劍橋大學基督學院錄取。他向歐內斯特·盧瑟福致信，請求在卡文迪許實驗室工作。布里奇曼在為他所寫的介紹信中寫道，奧本海默在實驗室裡比較笨拙，很明顯理論物理學才是他的長處。盧瑟福不為所動，奧本海默就只能在到達劍橋後再向其他實驗室敲門。他最終被約瑟夫·湯姆森收納，前提是他要完成一門基本實驗室課程。他和只比他大幾歲的導師派屈克·布萊克特關係不佳。據好友弗朗西斯·弗格森所述，奧本海默曾經在假期期間把一個澆了有害化學物的蘋果放在布萊克特的桌上。奧本海默的父母接到大學的通知要將他留校察看，幸在父母的保說下，大學才從輕處理。
奧本海默身材瘦長，吸煙成癮，沉思時往往會忘記吃飯。不少朋友把他描述成一個有「自我毀滅傾向」的人。他有一次放假期間從劍橋去巴黎和弗格森見面，這時弗格森看得出奧本海默精神不佳。為了讓他分分心，弗格森把他將要和女朋友弗朗西絲·基利（Frances Keeley）結婚的消息告訴了奧本海默。奧本海默卻歇斯底里地撲向弗格森，試圖勒住弗格森。雖然弗格森最終把他擋開了，但這件事讓他意識到奧本海默已深陷心理問題之中。奧本海默一生苦於憂鬱症，他曾告訴他弟弟：「相比朋友，我更需要物理。」
奧本海默在1926年離開劍橋，赴當時理論物理世界領先的格丁根大學，在馬克斯·玻恩手下繼續學業。他在那裡結識的朋友不少都在物理學立下了豐功偉績，其中有維爾納·海森堡、帕斯庫爾·約當、華夫岡·鮑利、保羅·狄拉克、恩里科·費米和愛德華·泰勒。他在研討會上過於踴躍討論，往往會喧賓奪主。這使得玻恩的一些學生很不高興，以致瑪麗亞·格佩特-梅耶向玻恩提交了一份包括她在內多人聯署的請願書，要是玻恩不讓奧本海默安靜下來，他們就會杯葛他的課。玻恩將請願書放在他桌面上奧本海默能看到的地方，一字不說問題便解決了。
1927年3月，23歲的奧本海默在玻恩的指導下獲得博士學位。口試完畢後，監考的詹姆斯·法蘭克教授說道：「終於結束了。他都快要質問我了。」在哥廷根期間，奧本海默發表了十幾篇論文，其中包括對當時新興的量子力學的重要貢獻。他和玻恩發表的一篇論文是有關對分子的數學描述中把原子核的運動與電子的運動分開處理進而簡化計算的方法，後稱為玻恩-奥本海默近似。這成為他物理生涯中被引用最多次的論文。

## 早期工作

### 教學工作
1927年9月，奧本海默獲得美國國家科學研究委員會獎學金赴加利福尼亞理工學院。布里奇曼也希望他在哈佛任教，所以在1927至1928學年度間，他上半學年在哈佛，下半學年則在加州理工。他在加州理工時結識了好友萊納斯·鮑林，兩人決定一同研究化學鍵的本質。鮑林在這方面是領先者，奧本海默為他提供數學協助，他則詮釋結果。有一次，奧本海默趁鮑林工作時，到他家中請他的妻子艾娃·海倫·鮑林到墨西哥去幽會。艾娃·海倫沒有答應，並把這件事告訴丈夫，奧本海默和鮑林之間的合作和友誼也就此早早終結。此後，奧本海默還曾邀請過鮑林擔任曼哈頓計劃的化學部主任，但鮑林以他是一名和平主義者為由婉拒了。
1928年秋，奧本海默到保羅·埃倫費斯特位於荷蘭萊頓大學的研究所，在與荷蘭語接觸不多的情況下仍以荷蘭語講課，讓人印象深刻。當地人給他取了別名「歐比耶(縮寫奧比)（Opje）」，後來被轉成英語「Oppie」。離開萊頓後，他又到了蘇黎世聯邦理工學院參與華夫岡·鮑利對量子力學和連續光譜的研究。奧本海默十分敬重鮑利，在未來對他的個人風格和對待問題的態度有一定程度的模仿。

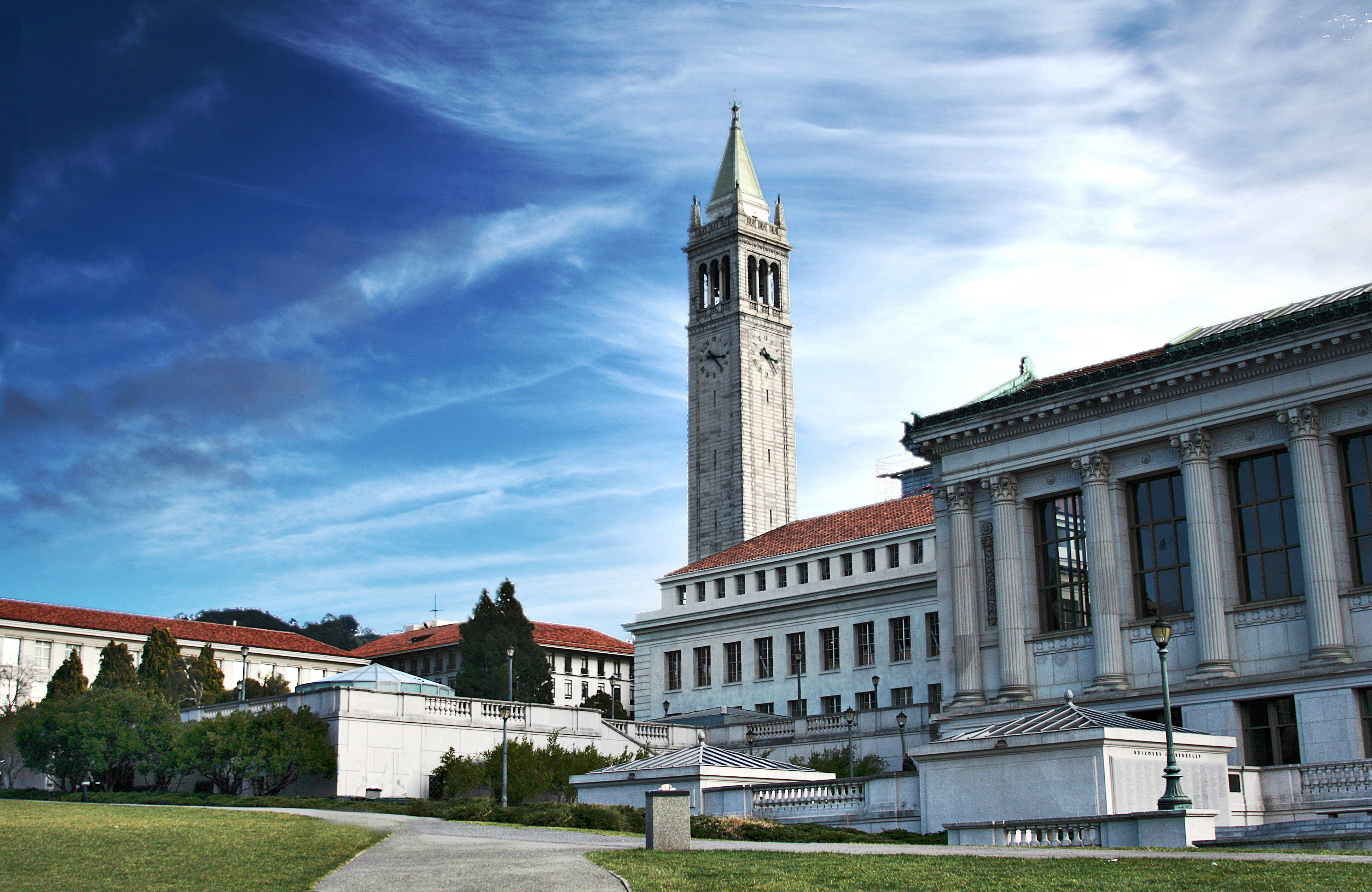
加利福尼亞大學柏克萊分校，1929年至1943年間奥本海默曾在此任教

回到美國後，奧本海默應邀到加利福尼亞大學柏克萊分校當副教授。雷蒙德·T·伯奇很希望他到柏克萊來，甚至願意讓奧本海默在柏克萊和加州理工兩邊同時工作。
在到柏克萊任職之前，奧本海默患上了輕度肺結核，期間他和弟弟弗蘭克在新墨西哥州的一家農場上療養。他後來租下又最終買下了這家農場。當他得知農場出租的時候，喊了一聲「熱狗！（Hot dog!）」。他把農場取名為「Perro Caliente」，即西班牙語裡熱狗的意思。奧本海默後來把「物理和沙漠鄉村」稱為他的「兩個最愛」。肺結核痊愈之後，他回到柏克萊繼續當導師，並與其他物理學家合作。他因學識精湛，興趣廣博，贏得了不少物理學家的青睞。他的學生和同事說他有「迷人」的風姿：雖然他在公開的場合下舉止拘束，但在私下交流時卻能令人著迷。有的同事把他看作是孤傲的天才和唯美主義者，有的則認為他缺乏自信、裝腔作勢。他的學生幾乎都持前一種看法，在行為舉止上處處向他模仿，甚至會把整篇外文文字用原文朗讀出來。漢斯·貝特對他的評價是：
他的教學風格中最重要的，莫過於他非凡的品味。從他親手所選的課題可以看出，他時時刻刻都認識到哪些才是重要的問題。他真的和這些問題朝暮相處，盡心尋找答案，並把自己的各種顧慮表達給整個團隊。研究團隊最興旺之時，有八到十個研究生和六個左右的博士後。他每日一次在辦公室和他們開會，一個一個地詢問他們各自研究課題的進展。他對一切都感興趣，可以在一個下午把電動力學、宇宙射線、電子成對產生和核物理都討論過來。
奧本海默和實驗物理學家歐內斯特·勞倫斯以及其他迴旋加速器領先學者合作，幫助他們詮釋伯克利放射實驗室所得出的數據。伯克利放射實驗室後來演變為劳伦斯伯克利国家实验室，直至今日仍然是數一數二的理論物理學中心。1936年，柏克萊以3,300美元的年薪把他提升為正教授，同時請求他減少在加州理工的教職。柏克萊允許他每年離開六個星期，正好可以在加州理工任教一個學期。

### 科學工作
奧本海默在理論天文學、核物理、光譜學和量子場論（包括量子電動力學）等方面都建樹良多。他也對相對論性量子力學的數學形式感興趣，但並不認為它是有效的。他的不少預測都被證實存在，包括中子、介子和中子星。
奧本海默最初的研究焦點在於連續光譜理論，其在1926年發表的第一篇論文是關於分子頻譜的量子理論。他發明出一種計算能級躍遷概率的方法，並將其應用於氫發出X光的電光效應現象上，算出K緣的吸收係數。氫的計算結果和太陽的X光吸收光譜相符，但氦的計算結果卻並不吻合。科學家多年後發現太陽的主要成分為氫，意味著奥本海默的計算一直都是正確的。

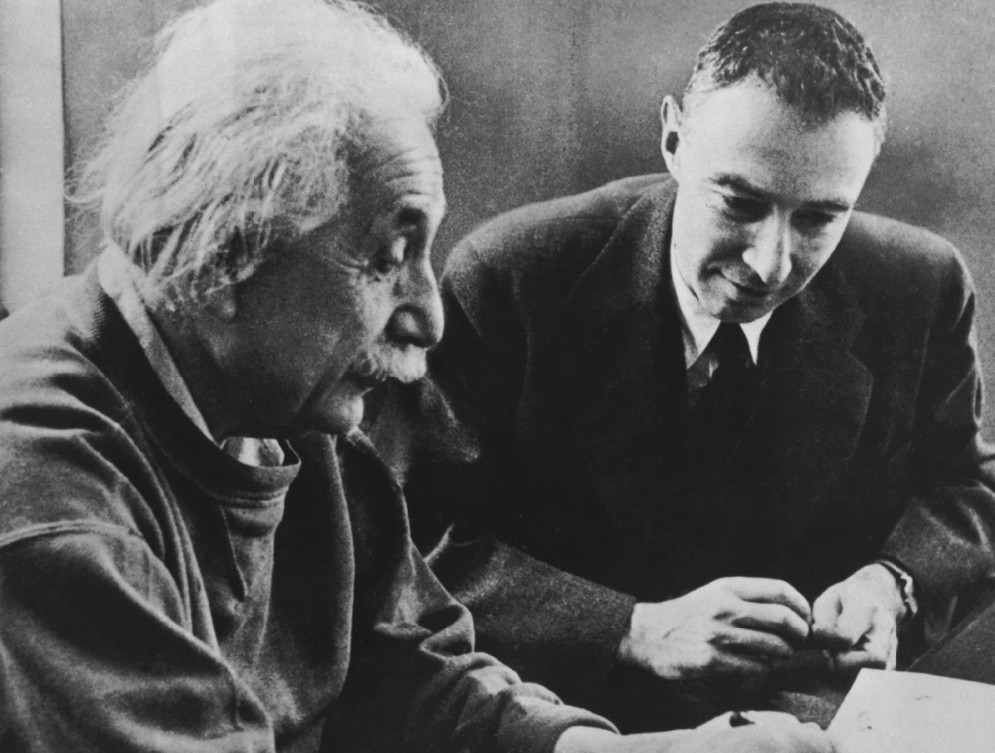
阿爾伯特·愛因斯坦和奧本海默合照，攝於1950年前後

奧本海默在宇宙射線理論上做過重要的貢獻，並且展開了描述量子穿隧效應的工作。1931年，他和學生哈維·霍爾（Harvey Hall）一起發表論文電光效應的量子理論，通過實驗證據正確地推翻了狄拉克所提出，氫原子其中兩個能級能量相同的主張。其後，他的一位博士生威利斯·蘭姆觀察到這兩個能級之間細微的差異，今天稱之為蘭姆位移，蘭姆也因此在1955年獲得諾貝爾物理學獎。
奧本海默和他的開門博士生梅爾巴·菲利浦斯對氘核轟擊所產生的人工放射性做過計算。歐內斯特·勞倫斯和埃德溫·麥克米倫在用氘子轟擊原子核的時候發現，結果與佐治·伽莫夫所預測的有較好的吻合，但當能量和原子和質量都提升的時候，結果便開始偏離理論預測。1935年，奧本海默和菲利浦斯得出了一套更加強大的新理論，稱為奧本海默-菲利浦斯過程，沿用至今。
奧本海默最早在1930年就發表了一篇預測正子存在的論文。此前保羅·狄拉克的一篇論文提出電子也可以有正電荷、負能量，並提出了一條新的公式，今天稱為狄拉克方程式。狄拉克利用這條結合了量子力學、狹義相對論和自旋這一新概念的方程式，解釋了塞曼效應。奧本海默通過實驗證據證明含正電荷的電子應該和含負電荷的電子質量相同，因此不可能是比電子質量大許多倍的質子。兩年之後，卡爾·戴維·安德森終於發現正子存在的證據，並為此在1936年獲得諾貝爾物理學獎。
1930年末，奧本海默開始對天體物理學產生興趣，發表了一系列論文。這很可能和他與理查德·托勒曼的友誼有關。第一篇論文於1938年和羅伯特·瑟伯爾聯名發表，名為論中子恆星核的穩定性，其中探討了白矮星的性質。接著，他和學生喬治·沃爾科夫發表的論大質量中子星核證明穩定的中子星有一定的質量極限，一旦超過，就會發生引力坍縮，這就是所謂的托勒曼-奧本海默-沃爾科夫極限。最後在1939年，他和又一位學生哈特蘭·史奈德發表論持續不停的引力相吸，預測了黑洞的存在。這幾篇是繼討論玻恩-奥本海默近似的論文後，奧本海默所著的引用數最高的論文。這些論文也促使了美國天體物理學在1950年代進入一次主要以約翰·阿奇博爾德·惠勒為首的復興。
就算在高度抽象的物理領域裡，奥本海默的論文也十分難懂。他喜歡用極其複雜卻又十分優雅的數學方法來證明物理原理，但他往往會因為性急而犯下數學錯誤。他的學生史奈德曾經說過：「他的物理很好，算術卻很糟糕。」
在第二次世界大戰之後，奧本海默只發表了五篇科學論文，其中一篇是在生物物理学領域。他在1950年之後沒有發表過任何論文。默里·蓋爾曼1951年在普林斯頓高等研究院曾經和奥本海默一起工作過，他對他的評價是：
他是個坐不定的人。據我所知，他從來沒有寫過長論文，也沒有做過冗長的計算。他沒有這樣的耐性。他自己的工作成果是由一個個短小精湛的聰明點子所組成。不過他能夠激勵別人，影響深遠。
奧本海默的興趣之廣，有時會讓他從科學研究分心。1933年，他在柏克萊時從印度學家亞瑟·W·賴德學習梵文，並以原文閱讀了《薄伽梵譚》。他之後說，《薄伽梵譚》是塑造了他生命哲理的最重要典籍之一。他的密友和同事伊西多·拉比對他評價：
歐本海默在那些科學以外的領域懂得太多，例如他對宗教的興趣，特別是印度教，這使得他被宇宙的虛玄深深地籠罩住。他把人們已經做過的物理看得很清，但到了知識的前沿邊際之處，他卻會把無奇的東西也看得格外虛幻新奇……他捨棄了理論物理學裡硬的、粗野的方法，而轉向含糊直觀的神秘境界。
儘管研究成果豐盛，奧本海默卻從未獲得過諾貝爾物理學獎。路易斯·阿爾瓦雷茨認為，如果奧本海默能活到其預測獲得實驗證實之時，那他很可能會因為在引力坍縮上的貢獻而獲諾貝爾獎。縱觀他的職業生涯，一些物理學家和歷史學家都把這一點作為他的最大成就，儘管這在他在世時並沒有受到其他科學家的如此重視。物理學家、歷史學家亞伯拉罕·派斯曾經問過奧本海默，他覺得自己對科學的最大貢獻在哪裡。奧本海默認為是有關電子和正子的研究，而非引力坍縮。奧本海默分別在1945年、1951年和1967年共三次被提名諾貝爾獎，但均落選。

## 私人和政治生活

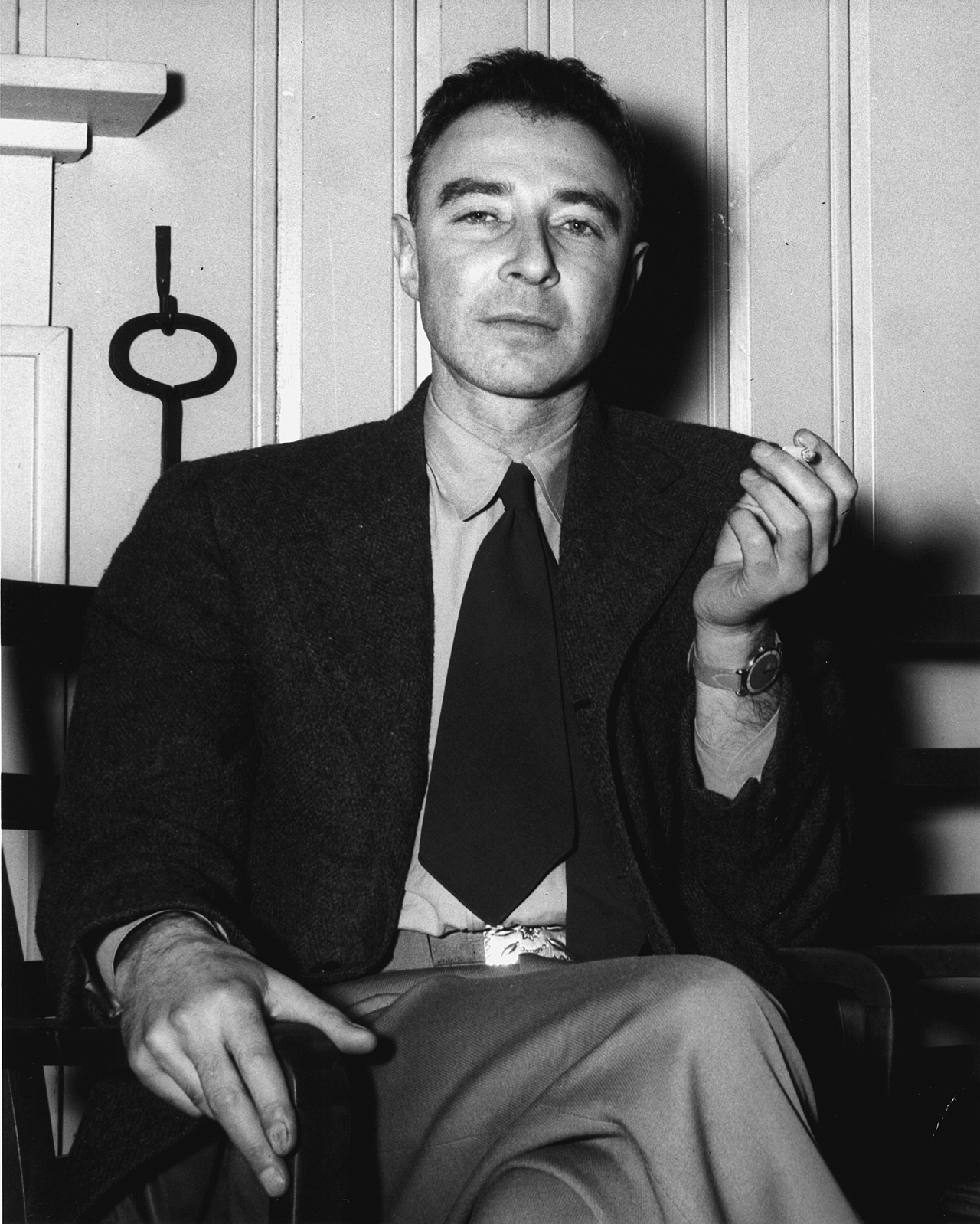
奧本海默拿著標誌性的香煙，攝於1946年

奧本海默的母親在1931年去世，自此他和父親的關係變得更加親密，雖然他的父親仍然住在紐約，但他常去加州。當他的父親在1937年去世時，留下392,602美元（相当于2024年的$8,587,260美元）的遺產由奥本海默和他弟弟弗蘭克分割。奧本海默立即寫下遺囑，將他的遺產捐給加州大學作研究生獎學金之用。

### 政治
1920年代期間，奧本海默不問塵世，不看報也不聽收音機，甚至要在1929年華爾街股災發生的六個月後，他才在與歐內斯特·勞倫斯散步時聞知此事。他曾經說過自己在1936年美國總統選舉之前從未投過一次票。然而從1934年開始，他對政治和國際時事愈加關注。他在1934年起兩年內把自己工資的3%（約每年100美元，相当于2024年的$2,350美元）捐出，支持當時逃離納粹德國的德國物理學家。1934年西岸碼頭工人罷工期間，他和梅爾巴·菲利浦斯、羅伯特·瑟伯爾等一些學生參與了一次碼頭工人的示威運動。奧本海默一次又一次地為瑟伯爾爭取在柏克萊的教職，但雷蒙德·伯奇卻覺得「系裡面一個猶太人就夠了」。
他和當時的許多年輕知識份子一樣，有强烈的左翼倾向，導致他在後來遭指為共產主義份子。他支持罗斯福新政和社會改革。他在西班牙內戰期間為支援共和派的組織籌款。他從來沒有公開加入過共產黨，但他曾經透過被認為是黨員的熟人向左翼事業捐款。

### 感情關係和孩子
1936年，奧本海默和柏克萊一名文學教授的女兒瓊·塔特洛克開始交往，兩人政治觀點相近。瓊是一名史丹佛大學醫學院學生，曾經為一份共產黨報《西部工人》（Western Worker）撰文。在一段狂暴的感情關係後，塔特洛克在1939年和奧本海默分手。同年8月，他認識了曾經是共產黨員的柏克萊激進學生凱瑟琳·普寧（Katherine Puening，小名基蒂，Kitty）。凱瑟琳當時已有過三次婚姻：第一次只持續了幾個月；第二任丈夫則是活躍的共產黨員，在西班牙内战中身亡。
基蒂從歐洲回到美國後，她在1938年和醫生和醫學研究員理查德·哈里森（Richard Harrison）結婚。1939年6月，她和哈里森搬到帕薩迪納，凱瑟琳成為了加利福尼亞大學洛杉磯分校的一名研究生。奧本海默和凱瑟琳在托勒曼的一場派對之後发生了性关系，成了一場小醜聞。1940年夏天，凱瑟琳和奧本海默一起住在他位於新墨西哥州的農場。在得知自己懷孕後，她向丈夫哈里森提出離婚，但哈里森沒有答應，於是她在內華達州雷諾獲得批准即時離婚。1940年11月1日，她和奧本海默正式結婚，奧本海默成了她的第四名丈夫。
凱瑟琳在1941年5月生下兩人的第一個兒子彼得（Peter），並於1944年12月7日在新墨西哥州洛斯阿拉莫斯生下一個女兒凱瑟琳（Katherine，小名托妮，Toni）。在這段婚姻中，奧本海默仍然保持著他和塔特洛克的感情關係，但塔特洛克的黨員身份成為了日後奧本海默安全許可聽證會上的一大問題。奧本海默身邊不少人在1930至40年代都是活躍的共產黨員，包括弟弟弗蘭克、弟嫂、妻子凱瑟琳、情婦塔特洛克、房東以及他在柏克萊的幾個研究生。
在1942年參加曼哈頓計劃時，奧本海默在個人安全問卷上寫道：「西岸幾乎每一個共產主義戰線組織我都參加過。」多年後，他表示並不記得寫過這句話，這句話也並不正確，就算自己寫過類似的東西，也只是特意誇張的詼諧之語。他曾訂閱共產黨機關報《人民的世界》，又在1954年表明自己和共產主義運動是有關係的。1937至1942年間，奧本海默在柏克萊參與了一個「討論組」，小組的成員哈康·舍瓦利耶和戈爾頓·格里菲斯（Gordon Griffiths）後來承認那是柏克萊教職員中的共產黨秘密分部。
美國聯邦調查局於1941年3月對奧本海默展開調查。記錄顯示，他在1940年12月在舍瓦利耶家裡參加過一個會議，列席的還有加州共產黨書記威廉·施奈德曼（William Schneiderman）和財務秘書伊薩克·沃爾科夫。記錄也提到，奧本海默是美國公民自由聯盟的執行委員會成員，而聯邦調查局當時將聯盟歸為親共產主義組織。不久之後，聯邦調查局將奧本海默列入拘禁名單，在國家緊急狀態時須予以逮捕。幾乎所有歷史學家都認同奧本海默在這段時期有強烈的左傾思想，也和共產黨員有直接交往，然而在他是否正式加入了共產黨的問題上卻眾說紛紜。在1954年對他的安全許可聽證會上，他否認自己是一名黨員，但把自己稱作同路人。他把「同路人」定義為認同共產主義的諸多理想，但不願盲目跟隨任何共產黨機構指令的人。
在參與研發原子彈期間，奧本海默因其過去和共产党员的關係而受到了聯邦調查局及曼哈頓計劃內部安全部門的調查。1943年6月，他在軍隊安保人員的陪同下到加州探望患上憂鬱症的前女友塔特洛克，當晚在她家中過夜。塔特洛克在1944年1月4日自殺身亡，讓奧本海默悲痛不已。1943年8月，奧本海默親自向曼哈頓計劃的安全部門舉報佐治·埃爾滕頓（George Eltenton），指他受蘇聯指使從洛斯阿拉莫斯實驗室裡的三人索取核機密。他自己並不認識埃爾滕頓。奧本海默之後承認，是他的好友舍瓦利耶在他家作客時把這件事告訴他的。曼哈頓計劃主任萊斯利·理查德·格羅夫斯認為奧本海默對計劃太重要了，不值得因這一可疑行為把他剔除。他在1943年7月20日向曼哈頓工程區寫道：
依照我在7月15號發出的口頭指示，不管你們先前得到了有關奧本海默先生怎麼樣的訊息，都應向朱利葉斯·羅伯特·歐本海默發出許可，不得延誤。他對這個計劃是必不可少的。

## 曼哈頓計劃

### 洛斯阿拉莫斯

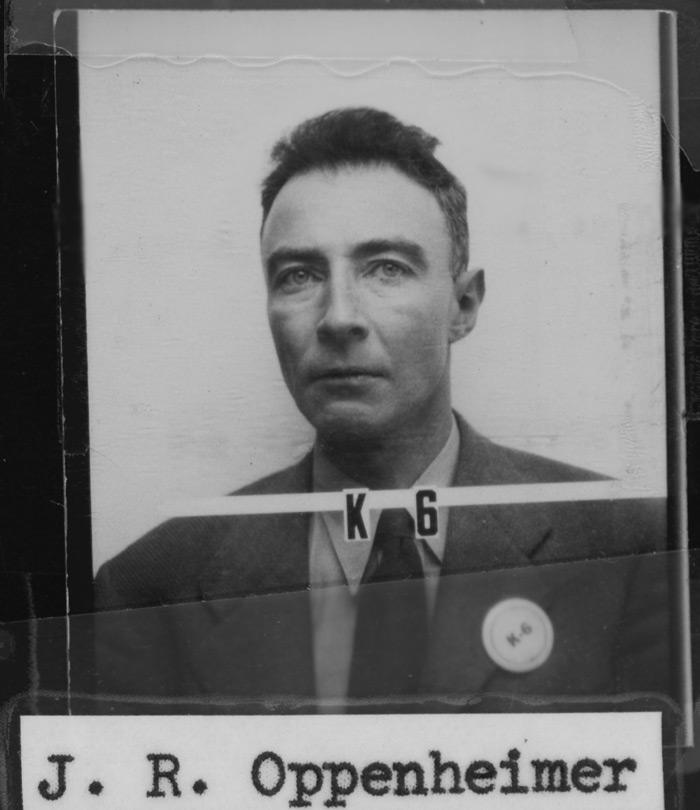
奧本海默在洛斯阿拉莫斯實驗室的身份證

1941年10月9日，美國總統富蘭克林·德拉諾·羅斯福批准研發原子彈的應急計劃。1942年5月，奧本海默的一位教授，美國國防部科研委員會主席詹姆斯·布萊恩特·科南特，邀請他接管快中子計算工作。他的崗位稱謂是「迅速破裂協調員」（Coordinator of Rapid Rupture），迅速破裂指的是原子彈爆發時的快中子連串反應。他一開始就在柏克萊組織了一場炸彈理論暑期班，齊心合力地計算出製造炸彈的先後步驟，參與的有來自歐洲的物理學家和他自己的學生，其中包括羅伯特·瑟伯爾、埃米爾·科諾平斯基、費利克斯·布洛赫、漢斯·貝特和愛德華·泰勒等。

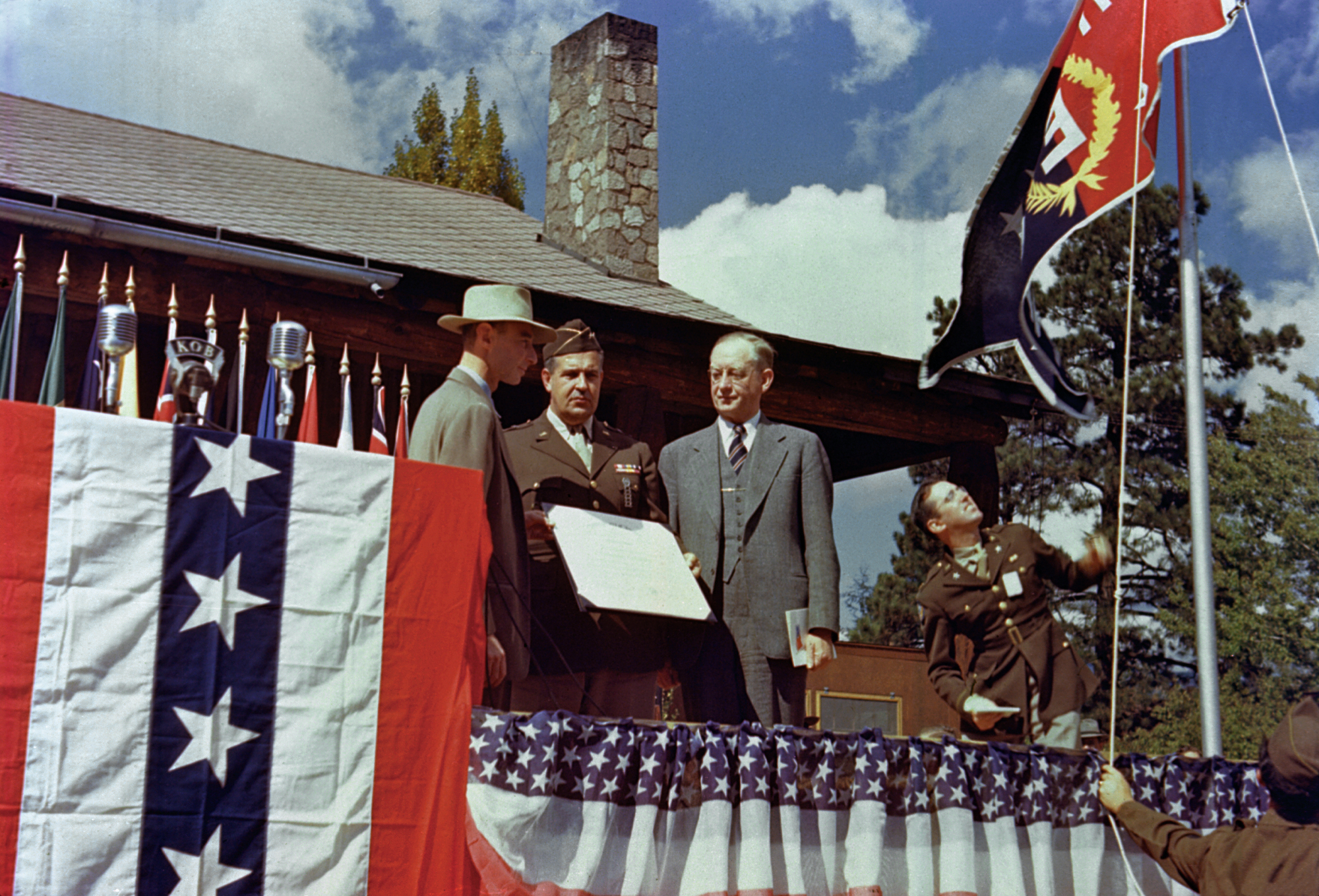
1945年10月16日在洛斯阿拉莫斯舉行的陸軍海軍「E」傑出獎頒獎典禮。奧本海默（左）在卸任主任前做告別演講，萊斯利·理查德·格羅夫斯（中）向加利福尼亞大學頒獎，由羅伯特·戈爾頓·斯普勞爾（右）領獎。

1942年6月，美國陸軍為研發原子彈設立曼哈頓工程區，並開始把工作責任從美國科學研究與開發辦公室轉移至軍方。9月，萊斯利·理查德·格羅夫斯受委任成為計劃主任，此項計劃就是之後的曼哈頓計劃。格羅夫斯選定奧本海默作為該計劃的秘密武器實驗室主任。這項決定讓不少人十分驚訝，因為奧本海默不但沒有領導過大型項目，而且還有左翼政治觀點。格羅夫斯更擔心的，反而是奧本海默沒有得過諾貝爾獎，所以不一定有足夠威望去領導一眾科學家。不過，奧本海默學識淵博，又對設計和建造原子彈的實踐上的知識了如指掌，這讓格羅夫斯印象深刻。作為一名軍事工程師，格羅夫斯認識到，在一項牽涉到物理、化學、冶金學、軍械和工程學的大型跨學科計劃中，奧本海默這樣的才智是極其重要的。格羅夫斯還看中了奧本海默高昂的志氣，他相信能使計劃善始善終。伊西多·拉比覺得，從任用奧本海默的決定可見「格羅夫斯中將別具慧眼，而格羅夫斯一般並不被看作是一個特別聰明的人。」
奧本海默和格羅夫斯決定，為了安全和促進團結，必須在一個偏僻的地方建造一所集中管理的秘密研究實驗室。1942年末物色選址的時候，奧本海默對新墨西哥州離自己農場不遠的一片地情有獨鍾。1942年11月16日，奧本海默和一行人參觀選址。奧本海默擔心周圍的高崖會給人過於密閉壓抑的感覺，工程師們也怕會有泛水的問題。這時，奧本海默又提出了另一處他更熟悉的地方：位於新墨西哥聖達菲附近一片平頂山上的私立男校舊址。工程師認為這裡道路不通，通水不便，但除此之外都非常滿意。洛斯阿拉莫斯實驗室就建在學校舊址，利用了一些原有建築物，並草草地搭建了一些新建築。奧本海默就在這裡組織起當時最頂尖的物理學家，他把他們稱為「明燈」（luminaries，亦有傑出之人的意思）。
洛斯阿拉莫斯實驗室最初是一所軍事實驗室，奧本海默等研究員最終都要納入陸軍。奧本海默甚至訂了一套中校軍服，還參加了陸軍的體能測試，但未能通過。陸軍醫生認為他體重過輕，又把他的長期咳嗽診斷為肺結核，還十分關注他的腰骶部脊柱關節長期疼痛。由於羅伯特·巴徹和拉比的極力反對，所以科學家們最後並沒有加入陸軍。詹姆斯·布萊恩特·科南特、格羅夫斯和奥本海默想到了一個折衷方案，在和美國戰爭部的協定下，讓實驗室在加利福尼亞大學名下運作。實際上，奧本海默大大低估了計劃的規模：在洛斯阿拉莫斯參與的人數從1943年的幾百人升至1945年的六千多人。

### 原子彈設計

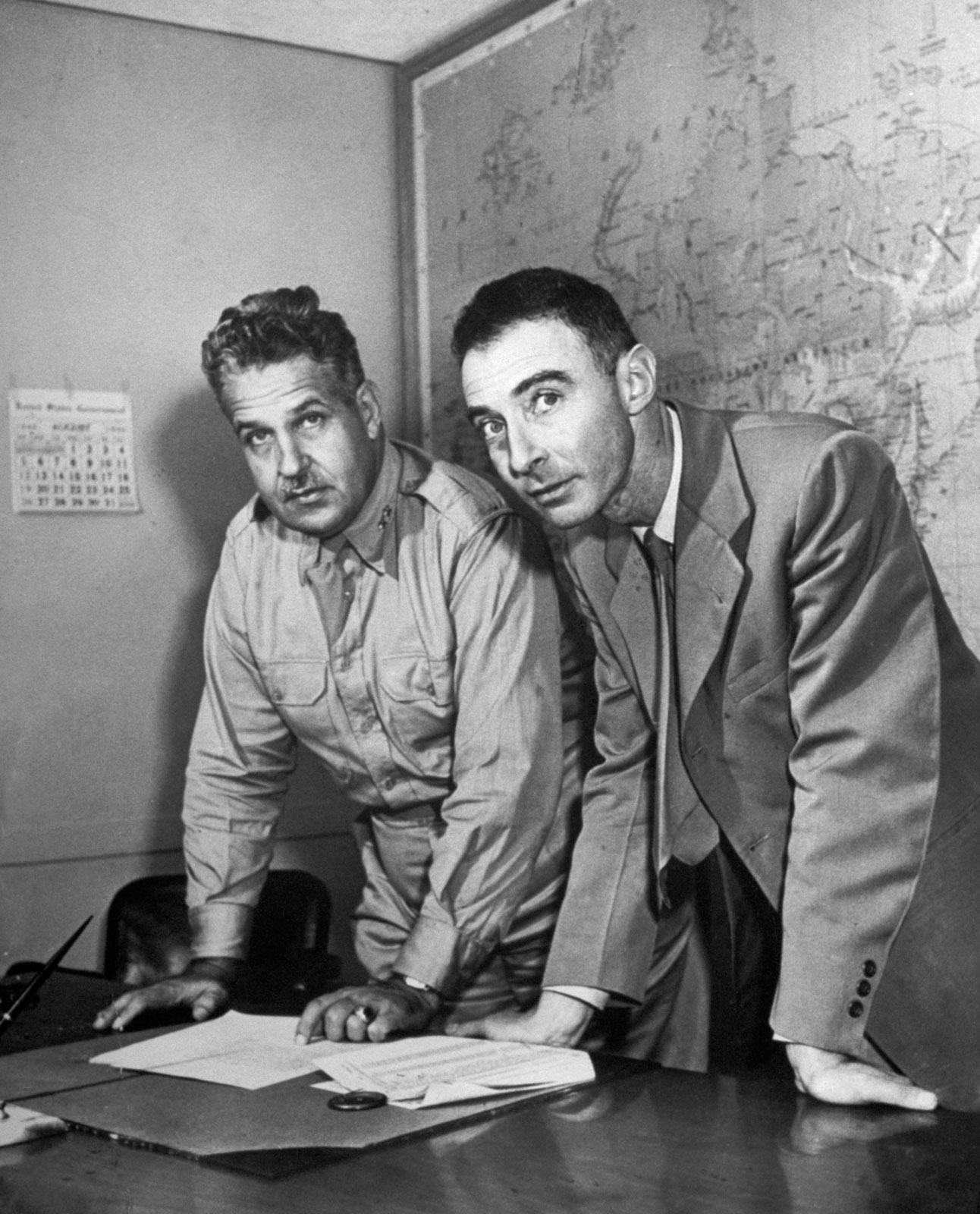
1942 年，曼哈頓計畫軍事負責人萊斯利·格羅夫斯與奧本海默。

奧本海默最初在大型團隊的管理問題上遇到了不少難題，但在常駐實驗室後便很快上手。他對計劃的每一個科學方面都了如指掌，同時還盡力化解科學家們和軍方之間在工作文化上不可避免產生的矛盾。維克托·魏斯科普夫描述道：
奧本海默是真真正正地領導著這些理論和實驗上的研究。起決定性作用的，是他能夠以異乎尋常的速度理解任何課題的要點。在工作上的每一部分，他都能夠掌握最重要的細節。

他不是坐在領導辦公室中指手畫腳，而是在心身上都親臨每一個決定性環節。每當測量出新的現象，他都會出現在實驗室裡；每當構思出新的主意，他都會出現在研討室裡。倒不是他提出了多少主意和建議，而是他全始全終的參與，這使得我們每個人都親身感覺到直接的參與感，也使得整個實驗室都一直充斥著熱情和挑戰的獨特氣息。

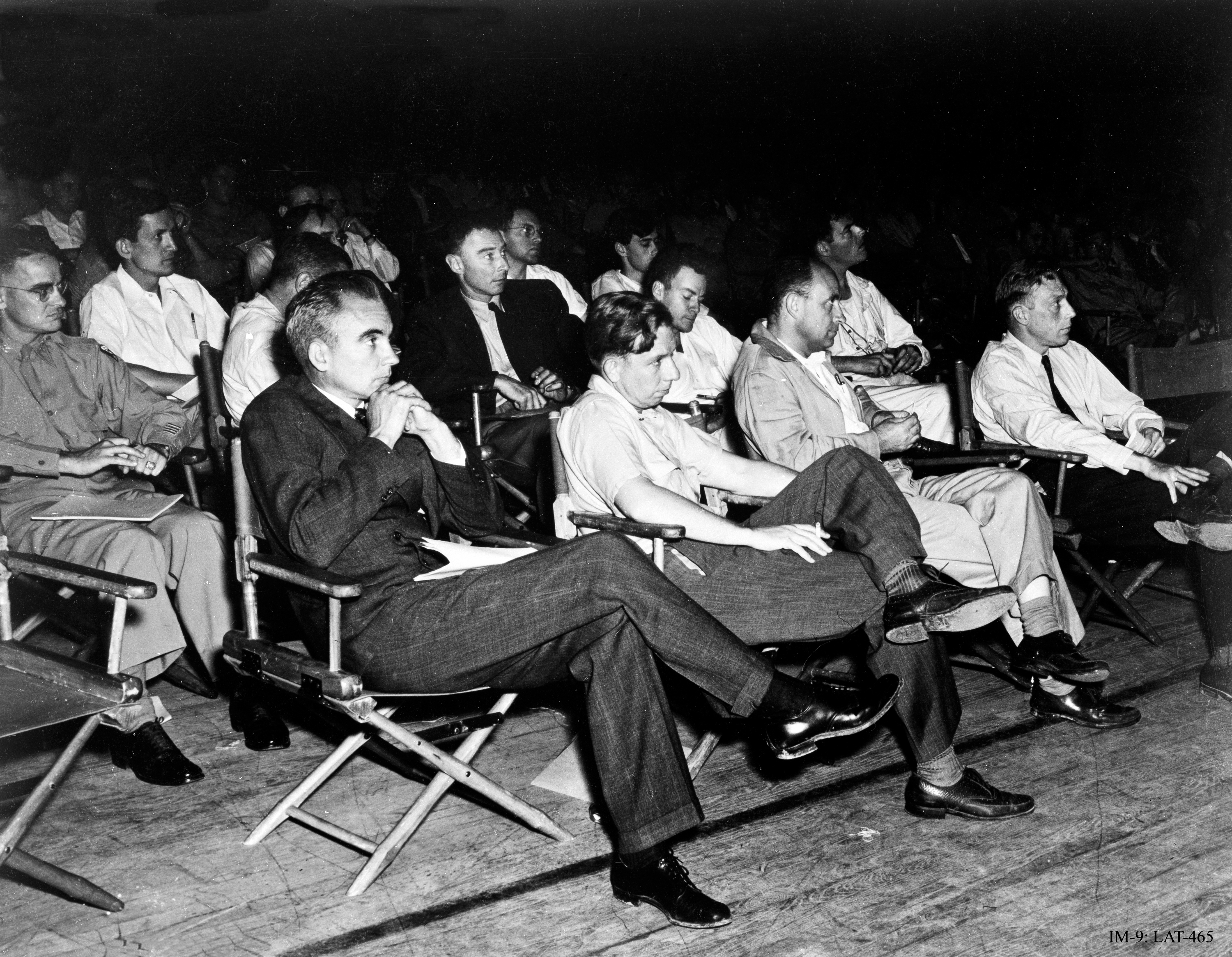
1946年洛斯阿拉莫斯實驗室有關氫彈（當時代號為「超級」，Super）的研討會。前排座位從左至右為諾里斯·布拉德伯里、約翰·H·曼利、恩里科·費米和J·M·B·凱洛格；第二排座位從左至右為陸軍上校奧利弗·海伍德、未知、穿外套戴領帶的奧本海默和理查德·費曼；第三排左邊的是愛德華·泰勒

1943年，研發精力主要集中在一種代號為「瘦子」的鈽槍式裂變武器上。團隊最初利用迴旋加速器所製成的鈽-239來研究鈽的性質，這樣的樣本純度極高，但產量極低。當實驗室在1944年4月第一次獲得來自X-10石墨反應爐的鈽樣本時，他們發現了一個問題：反應爐生成的鈽含有更高比例的鈽-240，不能用於槍式武器。7月，奧本海默放棄了槍式設計，轉而研究內爆式設計。亞臨界的球形裂變物可以經化學爆炸透鏡擠進更小、密度更高的結構。鈽金屬只須要走很短的距離，所以在很短的時間內就可以聚集到臨界質量。8月，奧本海默為洛斯阿拉莫斯實驗室做了一次徹底重組，把精力集中在內爆式設計上。他又分出一個小組來研究一種只需鈾-235的更簡單的槍式設計，最終在1945年2月研發出小男孩原子彈。研究團隊齊心協力，1945年2月28日在奧本海默的辦公室中落實了更複雜的內爆式設計，以奥本海默學生羅伯特·克里斯蒂的名字命名為「克里斯蒂裝置」（Christy Gadget）。
1945年5月，臨時委員會成立，在有關戰時和戰後使用核能的政策上做顧問和報告的作用。該委員會又組成了一個科學顧問小組，成員包括阿瑟·康普頓、費米、勞倫斯和奧本海默。顧問小組在向委員會的報告當中不但闡釋了原子彈的物理效應，而且還在它對軍事和政治上的影響提出了他們的觀點，議題包括是否要在利用原子彈襲擊日本之前事先通知蘇聯。

### 三位一體核試驗

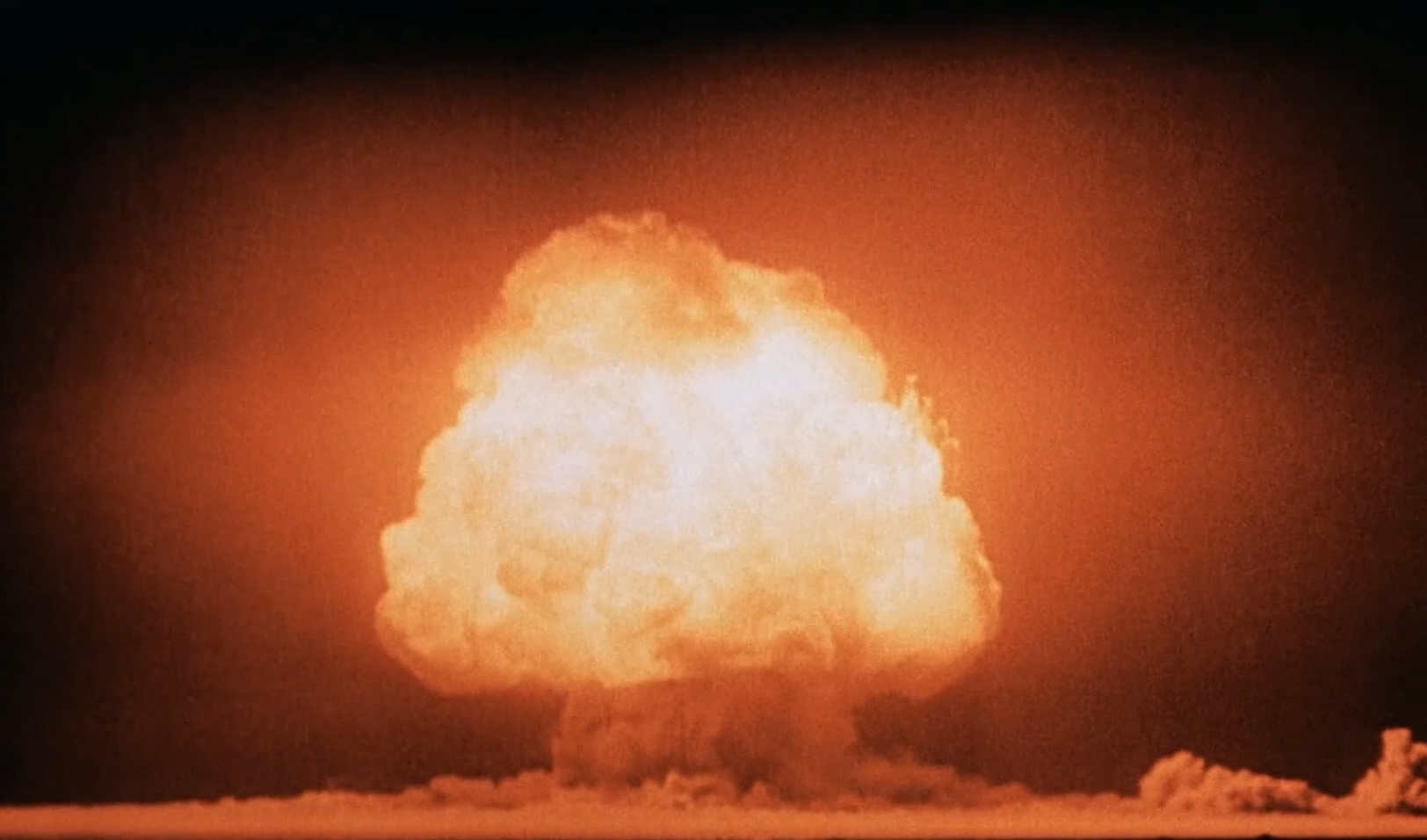
曼哈頓計劃下的三位一體核試驗是核武器在世界上的首次爆發。這讓奧本海默憶起《薄伽梵譚》中的兩句：「若論大我光輝，唯有千日同升，齊照耀於太空，方可與之類同。」「我現在成了死神，世界的毀滅者。」

洛斯阿拉莫斯的科學家萬眾一心，最終在1945年7月16日於新墨西哥州阿拉莫戈多附近引發世界上首個人工核爆炸。奧本海默在1944年中期給核試驗場地取代名為「三位一體」（Trinity），後來他說這一名稱出自約翰·多恩的《聖十四行詩》。歷史學家格雷格·赫爾肯（Gregg Herken）認為如此命名是為了紀念幾個月前自殺身亡的瓊·塔特洛克，因為是塔特洛克在1930年代介紹了多恩的作品給奥本海默。之後奥本海默憶想到，他在親眼目睹核爆的時候想起了《薄伽梵歌》之中的一句（第十一章第十二節）：

| -{दिवि सूर्यसहस्रस्य भवेद्युगपदुत्थिता यदि भाः सदृशी सा स्याद्भासस्तस्य महात्मनः}- | divi sūryasahasrasya bhavedyugapadutthitā yadi bhāḥ sadṛṥī sā syādbhāsastasya mahātmanaḥ | 若論大我光輝，唯有千日同升，齊照耀於太空，方可與之類同。 |
多年後，他又說在當時也想到了另一句（第十一章第三十二節）：
（轉寫：kālo'smi lokakṣayakṛtpravṛddho lokānsamāhartumiha pravṛttaḥ）。奥本海默自己的英文翻譯是：「I am become Death, the destroyer of worlds.」（「现在我成了死神，世界的毀滅者。」）
1965年，他在一場電視廣播時說：
我們知道世界自此就不再一樣了。有的人笑，有的人哭，但大部分人沉默無言。我想起了印度教經典《薄伽梵歌》，當中毗濕奴在勸說阿周那王子要做自己的本份，為了打動他，毗濕奴變為千手化身，說道：『我現已成死神，世界的毀滅者。』我想，我們大家都多多少少是這樣想的。
和奧本海默一起在控制掩體內的托馬斯·法雷爾中將回憶道：
奧本海默博士背負著沉重的負擔，在最後的幾秒鐘內愈來愈緊張。他屏息靜氣。他要扶著柱子穩住自己。他在最後幾秒雙眼注視著前方，當廣播員喊「現在！」的時候，突發強光，緊接著的是爆炸的低吼聲，這時他才露出如卸重任的表情。
伊西多·拉比注意到奧本海默超乎尋常的勝利感：「我忘不了他那步伐。我忘不了他下車時的動作......他走路時一副志氣高昂、高視闊步的樣子。他幹成了。」在1945年8月6日的一場集會上（正是向廣島投原子彈那一晚），奧本海默站在台上，像個得獎的拳手一樣緊握著雙手，此時台下歡呼一片。他對沒能趕上用原子彈對付德國感到遺憾。不過，他和不少計劃參與人都對轟炸長崎的決定感到不滿，認為從軍事角度來看並無必要落下第二顆原子彈。8月17日，他到華盛頓向戰爭部部長亨利·刘易斯·史汀生親手遞信，對此決定表示反感，並希望能對核武器的使用作出禁止。10月，奧本海默獲批准與時任總統哈里·S·杜魯門會面。然而，在奧本海默告訴杜魯門他感到「我們科學家的雙手沾了血」後，杜魯門忿然作色，會議不歡而散。杜魯門之後對副國務卿迪安·艾奇遜說：「我再也不想在這個辦公室見到那個狗娘養的！」
儘管如此，杜魯門在1946年還是為奧本海默擔任洛斯阿拉莫斯實驗室主任時所作的貢獻向他頒發了當時的最高平民榮譽功績獎章。

## 戰後活動
曼哈顿计划隨著廣島和長崎被原子彈轟炸而公諸於世，奧本海默也在全國成為了科學的代言人，代表了一種全新的國家科技力量。他出現在《生活》和《時代》雜誌的封面上，成了家喻戶曉的人物。世界各國都意識到核武器在政治和戰略上的重要地位，核物理學成為了一股強大的力量。奧本海默和那一代的許多科學家一樣，相信只有通過像當時創立不久的聯合國這樣的國際組織，才能保證在原子彈存在下的世界安全，因為這樣的組織可以執行阻止核軍備競賽的計劃。

### 高等研究院
奧本海默在1945年11月離開洛斯阿拉莫斯，重回加州理工學院，但他很快便發現自己已無心教學。1947年，他應刘易斯·斯特劳斯的邀請到新澤西州擔任普林斯頓高等研究院院長。這意味著他在離開洛斯阿拉莫斯之後和朋友理查德·托勒曼的妻子露絲（Ruth）展開的婚外情要到此結束。院長的職位年薪為20,000美元（即今相当于2024年的$281,639美元），並可入住建於17世紀、有265英畝（107公頃）林地環繞的院長大宅，還有一位廚師和一位莊園管家。

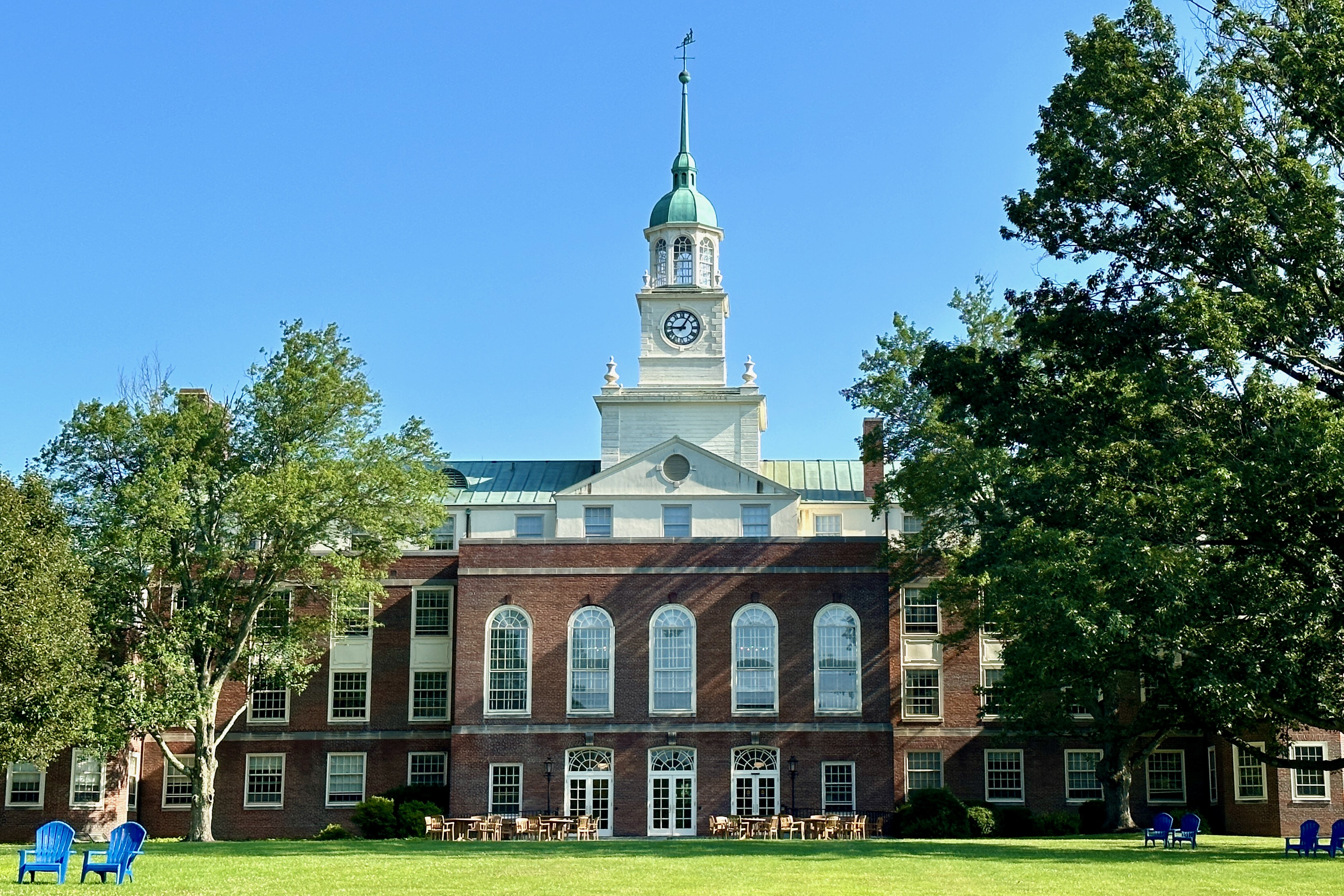
新澤西州普林斯頓高等研究院

奧本海默雲集了當時眾多學科中最頂尖的知識份子，包括弗里曼·戴森和日後因發現宇稱不守恆而獲得諾貝爾獎的楊振寧和李政道。他還設立了人文學科上的短期研究員職位，任職的有T·S·艾略特和佐治·凱南等，但一些數學教授對此感到不滿，他們希望研究院是一個只做純科學研究的場所。亞伯拉罕·派斯說，奥本海默覺得自己作為院長的一大失敗，就是沒能讓來自自然科學和人文學科的學者們和睦相處。
1947年至1949年間，美國物理學家在紐約舉行的一系列會議上從戰時工作轉移到戰後的理論工作。以奧本海默為首，物理學家解決了戰前最大的理論難題：在描述基本粒子的量子電動力學裡有似乎無法去除的無限大。朱利安·施溫格、理查德·費曼和朝永振一郎發展出各自的重整化方法，解決了正規化的問題。戴森證明這些方法所得出的結果相近。另外解決的還有介子吸收問題和湯川秀樹提出介子作為強交互作用傳遞粒子的理論。羅伯特·馬沙克受奧本海默提問的啟發，提出了雙介子假說，也就是其實存在兩種介子，π介子和μ子。在此基礎上，塞西爾·鮑威爾最終發現π介子，為此獲得了諾貝爾獎。

### 美國原子能委員會
奧本海默是杜魯門所建立的原子能委員會顧問之一，對艾奇遜-利連索爾報告有很大影響。委員會通過這份報告提倡建立一個國際原子發展局，所有可裂變物質及其生產方式，還有所有和平生產能源的核電廠，都要歸其所有。伯纳德·巴鲁克受委任根據此報告向聯合國提交方案，是為1946年的巴魯克計劃。計劃提出了許多執行上的規定，特別是要視察蘇聯的鈾資源。蘇聯將計劃視為美國企圖維護自己的核壟斷地位，因此駁回了此項提案。奧本海默意識到，由於美國和蘇聯雙雙猜忌，軍備競賽是一件必然之事。
1947年，管理核研究和核武器的民間機構美國原子能委員會成立，奧本海默受任為其中的總顧問委員會主席。他在項目經費、實驗室的興建、國際政策等方面都提出過建議，但他的建議並未全被採納。他以總顧問委員會主席的身份大力遊說國際社會對軍備實施管制，撥款鼓勵基礎科學，還利用他的影響力試圖避免軍備競賽。當政府在探討是否要研發以核聚變為原理的核武器（即氫彈）時，奧本海默首先表示反對，儘管他在曼哈頓計劃時是持支持態度的。反對原因之一是道德上的考量：這樣的強力武器從戰略上必定會用於攻擊平民目標，殃及上百萬人。另一原因，是當時還沒有一個可行的氫彈設計。奧本海默覺得把資源投入到裂變武器的強化工作上，更加恰當。包括他在內的一些人特別擔心核反應爐會從鈈的生產轉向氚的生產上。然而這些建議都被杜魯門一一否決。在1949年蘇聯引爆第一顆原子彈之後，杜魯門宣佈展開快速研發氫彈的計劃。奧本海默等反對此項目的顧問委員會成員，特別是詹姆斯·布萊恩特·科南特，都覺得當局是在刻意對自己的意見置若罔聞，所以考慮退出委員會。最終他們還是留了下來，他們對氫彈的觀點也是眾所周知的。
不過，奧本海默對氢弹的看法輾轉反復。1951年，愛德華·泰勒和斯塔尼斯拉夫·烏拉姆研發出可行的氫彈設計，今天稱為泰勒-烏拉姆設計。新設計的出現，讓奧本海默的觀點再次改變。他在回憶中說道：
我們1949年的項目是個歪歪扭扭的東西，可以說在技術上是說不通的。就算有可能造出來，也不該把它造出來。1951年的項目在技術上非常漂亮，無可辯駁。問題純粹在於軍事上、政治上和人道上，一旦有了這個東西，你該怎麼做。

### 安全聽證會
奧本海默在柏克萊任教時，表露出共產主義傾向，又和不少共產黨員甚是親密，包括其弟弟和妻子，所以在約翰·埃德加·胡佛領導下的聯邦調查局自1940年代初便已開始對奧本海默進行密切監視。他的家裡和辦公室都被裝上了竊聽器，電話被竊聽，信件也被中途查看。聯邦調查局還向奧本海默的政治對手提供有關他與共產黨的關係的資料。對手之一是同為原子能委員會成員的斯特勞斯，他除了不滿奥本海默在氫彈上的看法以外，還對奧本海默此前在國會面前對他的羞辱耿耿於懷。斯特勞斯反對美國向其他國家輸出放射性同位素，奧本海默在回應時對國會說：「這沒有電子設備那麼重要，但至少比維他命要重要。」

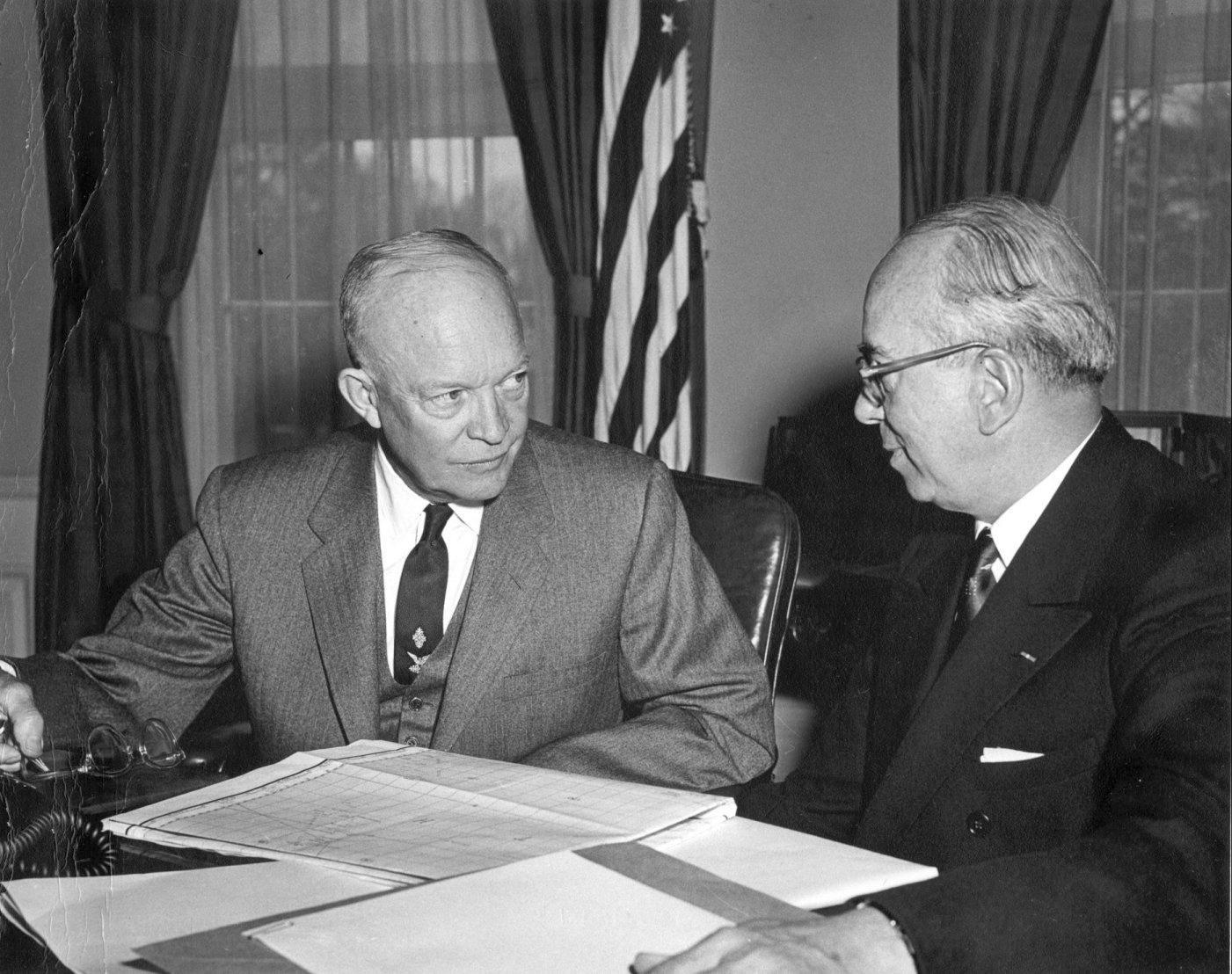
美國原子能委員會主席刘易斯·斯特劳斯向德懷特·艾森豪威爾總統呈交有關1954年3月30日在太平洋上進行的「城堡行動」氫彈試爆的報告。斯特勞斯極力勸說撤銷奧本海默的安全許可

1949年6月7日，奧本海默到眾議院非美活動調查委員會前作證。他承認在1930年代和共產黨有關係，並指證戴維·玻姆、喬瓦尼·羅西·洛馬尼茨、菲利普·莫里森、伯納德·彼得斯（Bernard Peters）和約瑟夫·溫伯格（Joseph Weinberg）等學生在柏克萊和他一起工作時是共產黨員。他的弟弟和弟嫂也在眾議院非美活動調查委員會前作證，承認自己是共產黨員。明尼蘇達大學因而解除了弟弟弗蘭克的物理教授職位。他許多年都找不到物理方面的工作，最終到了科羅拉多州做了一位牛牧場主。後來，他在一所高中做物理老師，又創立了位於舊金山的Exploratorium科學博物館。
在1949至1953年間，奧本海默捲入了一宗又一宗的爭議和權力博弈之中。愛德華·泰勒在洛斯阿拉莫斯時對奧本海默分配給他的原子彈研發工作並不感興趣。為了不受阻撓地研發氫彈，他另起爐灶，在1951年離開了洛斯阿拉莫斯，建立了另一所實驗室，也就是今天的勞倫斯利佛摩國家實驗室。另外，由噴氣轟炸機投遞的遠距離「策略性」熱核武器屬於新組建的美國空軍的管理範圍，但奧本海默則主張適用於小範圍戰場的小型「戰術性」核武器，而後者更適合由陸軍管理。空軍和陸軍互相爭奪核武器的控制權，雙方又往往和政黨相關聯。由泰勒推進的空軍核武器項目隨著1952年共和黨總統德懷特·艾森豪威爾的上任而最終得勢。
斯特勞斯和撰寫《1946年原子能法案》的參議員布賴恩·麥克馬洪極力勸說艾森豪威爾撤銷奧本海默的安全許可——Q许可证。1953年12月21日，斯特勞斯告訴奧本海默他的安全許可已被暫時取消，有待處理一系列針對他的指控，並與他討論辭職的問題。奧本海默選擇不辭職，而是接受聽證會。指控列於原子能委員會總管肯尼斯·尼科爾斯所寫的一封信裡。1954年4月至5月進行的聽證會最先沒有公開，其焦點在於奧本海默過去和共產黨的關係，以及他在曼哈頓計劃期間和對美國不忠的科學家或共產黨科學家的聯繫。美國能源部於2014年10月公佈聽證會的整篇文字記錄。

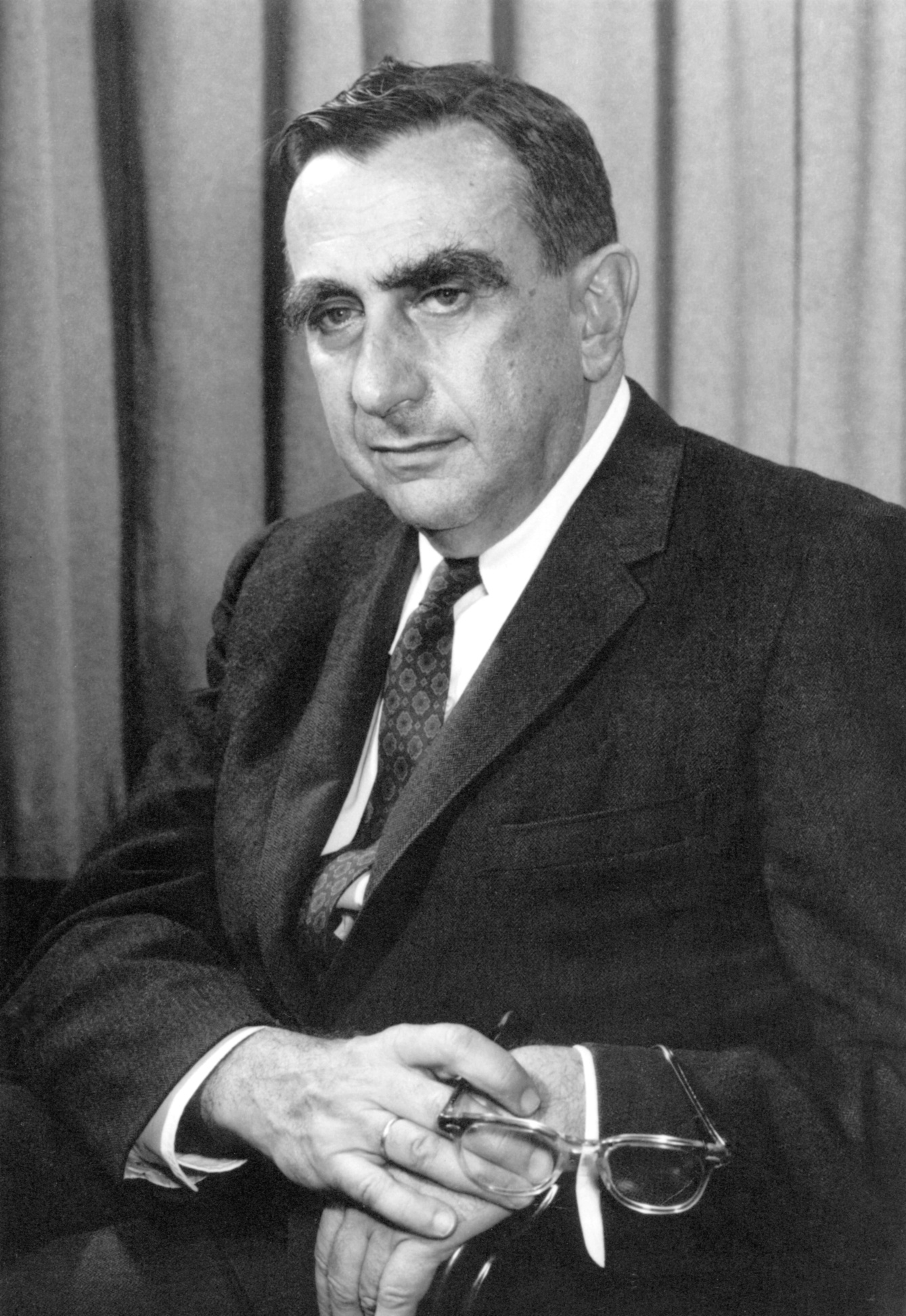
奧本海默的前同事物理學家愛德華·泰勒代表政府在1954年針對奧本海默的聽證會上作證。

聽證會焦點之一，是奧本海默最早有關佐治·埃爾滕頓（George Eltenton）的證詞。他承認證詞中的故事是他為了保護他的朋友哈康·舍瓦利耶而編造出來的。但證詞的兩個版本在他十年前接受審訊的時候都錄下來了，而且並未給奧本海默複閱的機會，這讓證人席上的奧本海默措手不及。其實奧本海默從來也沒有告訴過舍瓦利耶他被供了出來，舍瓦利耶也最終因為這些供詞而失去了工作。舍瓦利耶和埃爾滕頓都確認提到過自己有向蘇聯傳達情報的管道，埃爾滕頓告訴舍瓦利耶，舍瓦利耶再告訴奥本海默，但兩人只是閒聊而已，都否認自己有過任何叛國、做間諜的想法，無論是計劃中的還是進行中的。他們均未被定罪。
泰勒在聽證會上表示他認為奧本海默不是叛徒，但他說道：
在很多情況下，我所看到——我所了解到——奧本海默博士做事的方法，都讓我匪夷所思。我在許多議題上都和他有徹底的分歧，老實說，他的行為在我看來既迷茫又複雜。在這個程度上，我感覺我希望這個國家的切身利益交到我更加理解，因此更加信任的人的手上。僅僅在這個意義上，我想表達，如果公共事務由別人來管，我個人會覺得更安全。
這件事大大激怒了科學界，泰勒也基本上在科學學術上被排擠出去了。歐內斯特·勞倫斯以潰瘍性結腸炎發作為由拒絕作證，但他先前在一場訪問中譴責奥本海默的一番話的記錄仍然被用作證供。聯邦調查局以懷疑格羅夫斯在1943年參與包庇舍瓦利耶來威脅格羅夫斯，最後迫使他作出對奧本海默不利的證詞。許多頂尖科學家、政府人員和軍方人員，都站在了奧本海默的一方作證。奧本海默的證詞前後不一，在證人席上行為古怪，一時說自己是在胡說八道，又說這都是因為自己是個笨蛋，這讓不少人都相信他是個反復無常的不可靠之人，可能有安全風險。奧本海默的安全許可在自然過期前的一天被撤銷。伊西多·拉比提出的意見是，奧本海默當時只是個政府顧問，如果政府「不想聽他的意見，大可以不徵詢他。」
聽證期間，他在有關許多科研同事的左翼活動問題上自願作證。假如他的安全許可沒有被摘除，那麼人們可能會把他看成一個為了保全聲譽而告密的人。大部分科學界人士都把奧本海默視為麥卡錫主義下的犧牲者，認為他是一位因不拘一格而被好戰的政治對手冤枉的自由派，是科學創造力從學術轉移至軍方的象征。華納·馮·布朗向國會的調查委員會諷刺道：「要是在英國，他就會被封爵。」
2009年，在伍德羅·威爾遜學會的一場研討會上，幾位歷史學家在詳細分析過亚历山大·瓦西里耶夫從蘇聯國家安全委員會取得的檔案之後，確定奧本海默從未替蘇聯做過間諜工作。國家安全委員會實際上曾經多次試圖招攏他，但都未成功。他不但自己沒有叛國，還親自把幾個支持蘇聯的人踢出曼哈頓計劃。不過，研討會也提到奧本海默「其實在1930年代末是美國共產黨的一名秘密成員」。奧本海默的傳記作者雷·蒙克認為：「他從實際意義上就是一名共產黨的支持者。而且，從他在黨的活動上所花的時間、精力和金錢來看，他是個十分堅定的支持者。」
2022年，時任美國能源部長珍妮弗·格蘭霍姆宣布撤銷當年取締奥本海默安全許可的決定。她在聲明中表示：「1954年，原子能委員會未經完備程序即取締了奥本海默的安全許可，有違委員會自身規範。時過境遷，諸多證據在在顯示奥本海默博士遭到充滿偏見而不公平的對待，這更加彰顯了他對國家的忠誠及熱愛。」

## 晚年
自從1954年起，奧本海默每年都在屬於美屬處女群島的聖約翰島上居住數月。1957年，他買下了吉布尼海灘上面積為2英畝（0.81公頃）的一長條土地，在海灘上建了一座簡樸的小屋。他時常都和妻子凱瑟琳和女兒托妮駕帆船。

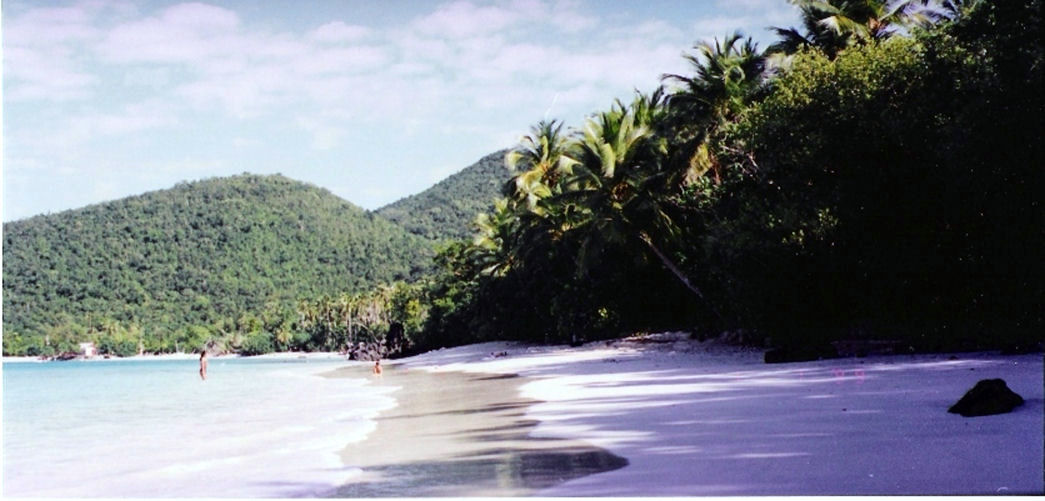
美屬處女群島聖約翰島上的奧本海默海灘

奧本海默對科學發明對人類的潛在威脅感到忐忑不安。他和阿爾伯特·愛因斯坦、伯特蘭·羅素、約瑟夫·羅特布拉特等著名學者聯手建立了一所學院，於1960年成為世界藝術與科學學院。值得一提的是，他在名譽受到打擊之後，沒有簽署任何在1950年代反對核武器的重要公開信，如1955年的羅素-愛因斯坦宣言，也沒有參加1957年的第一屆帕格沃什科學和世界事務會議。
奧本海默在公開場合下一直強調，在科學裡交換思想的自由因政治考量而被束縛，要在這樣的世界裡管理知識所帶來的力量是很困難的。1953年，他在英國廣播公司的里斯講堂上發表演講，之後出版為《科學與共識》（Science and the Common Understanding）。他又在1955年出版了《開放心態》（The Open Mind），記錄他自1946年起八次有關核武器和流行文化的演講。他反對核炮艦外交，寫道：「這個國家不可能通過脅迫的手段來真實、長久地達到對外政策上的目的。」1957年，哈佛大學的哲學系和心理系邀請奧本海默在威廉·詹姆士講堂上演講。一組具影響力的哈佛校友對此決定表示抗議。奧本海默共做了六場演講，標題為《對秩序的期盼》（The Hope of Order），約有1200人參加。他又在1962年在麥瑪斯達大學的惠登講堂上演講，講義於1964年出版為《空中飛人：物理學家的三場危機》（The Flying Trapeze: Three Crises for Physicists）。

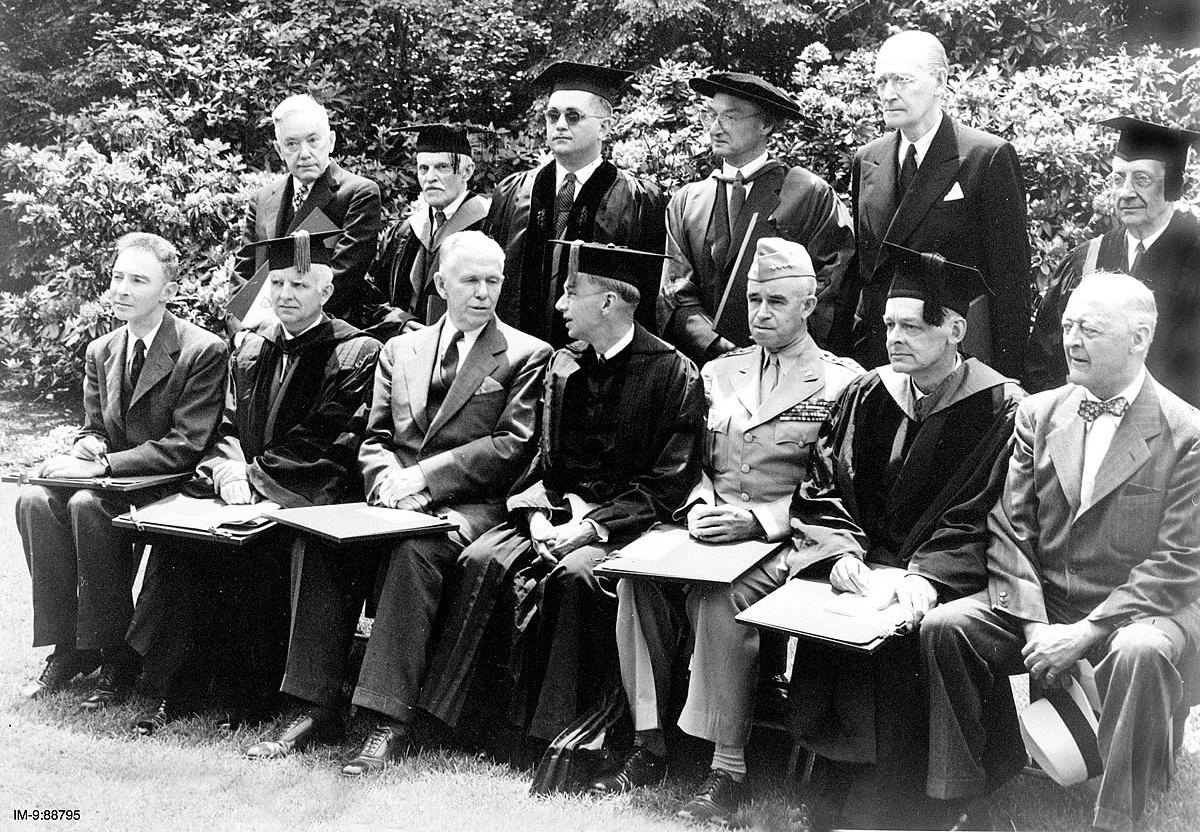
1947年6月5日，哈佛大學對奧本海默（左）、佐治·卡特萊特·馬歇爾（左三）和奧馬爾·布雷德利（左五）頒發榮譽學位。大學校長詹姆斯·布萊恩特·科南特坐在馬歇爾和布雷德利之間

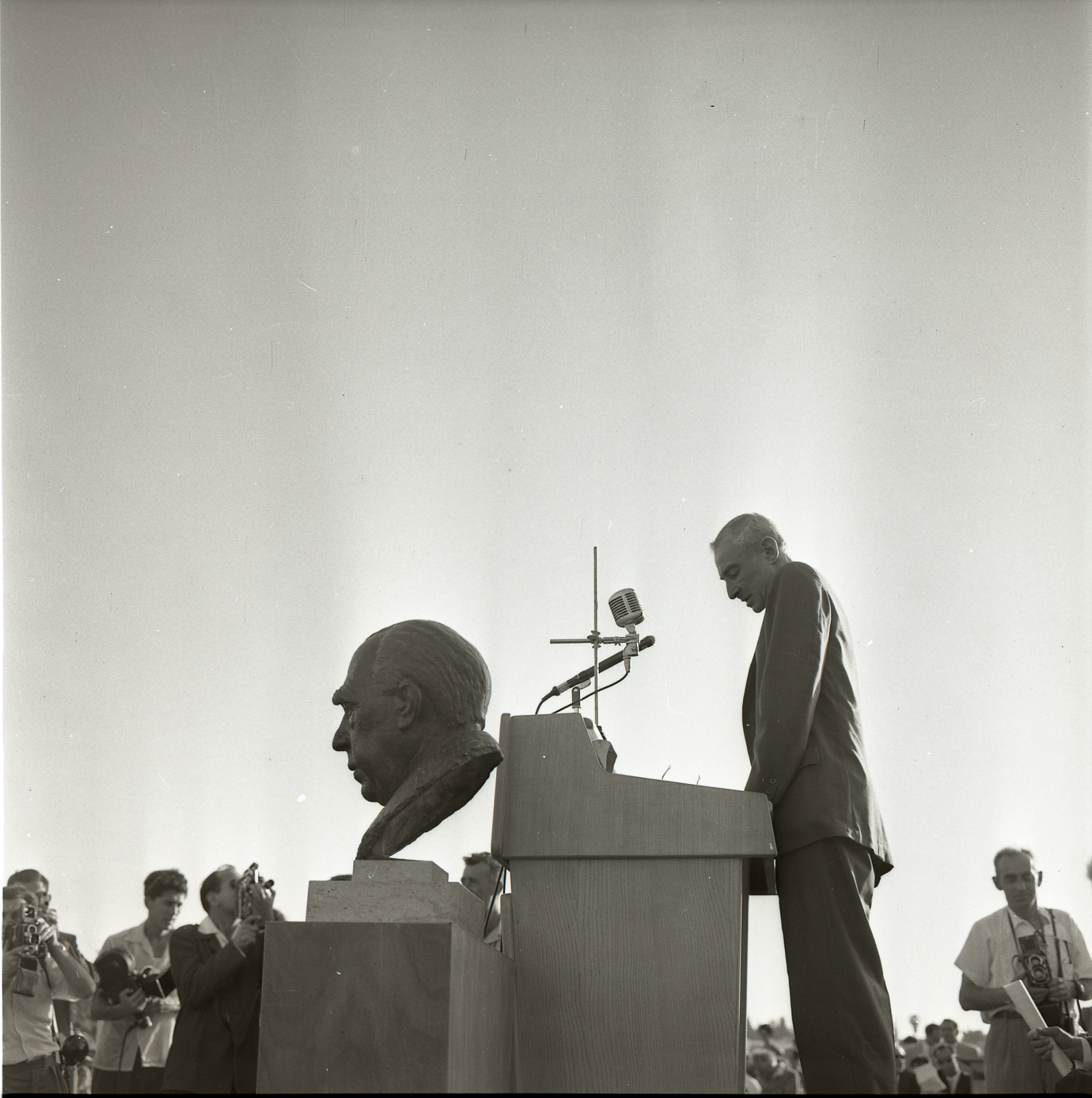
奧本海默在1966年訪問以色列期間發表演講

在被剝奪政治權力後，奧本海默回到物理學的教學、寫作等工作上。他遊歷歐洲和日本，在科學歷史、科學的社會角色及宇宙的本質等課題上演講。他在1957年9月獲頒法國榮譽軍團勳章，又在1962年5月3日獲選為英國皇家學會外籍院士。隨著奧本海默政治盟友的得勢，時任總統約翰·肯尼迪於1963年決定向奧本海默頒發恩里科·費米獎，形同平反。前一年獲獎，曾與他針鋒相對的愛德華·泰勒也建議奧本海默獲獎，希望這樣能愈合兩人關係上的裂痕。在肯尼迪遇刺後一個星期左右，繼任總統林登·詹森向他頒獎，肯定他「作為一位老師，通過創造新的思想，對理論物理學所作出的貢獻，以及在關鍵的時代領導洛斯阿拉莫斯實驗室和原子能計劃所做出的努力」。奧本海默對詹森說：「總統先生，你今天給我頒獎，肯定需要不少的寬容和勇氣吧。」
這次對奧本海默的平反某程度上只是象征性的，因為他的安全許可仍然沒有被恢復，他也無法對官方政策做任何的影響。不過，他拿到了50,000美元（相当于2024年的$513,533美元）的免稅獎金。對他頒獎的決定激怒了國會中眾多共和黨議員。肯尼迪的遺孀積琪蓮·甘迺迪特意在白宮接見奧本海默，告訴他她的丈夫是多麼希望他拿到這塊獎牌的。還在當參議員的時候，肯尼迪就投下了重要的一票，使奧本海默的對手斯特勞斯無法得到美国商务部部長這一重要職位，並結束了斯特勞斯的政治生涯。他的決定，某程度上是科學界裡奧本海默支持者遊說的結果。
奧本海默一生吸煙成癮，在1965年底確診罹患喉癌。手術後，他又在1966年接受放射治療和化療。他在1967年2月15日陷入昏迷，18日在新澤西州普林斯頓去世，終年62歲。悼念儀式在一個星期後於普林斯頓大學校舍舉辦。在場的六百人中，有科學、政治和軍隊裡曾與他共事的人士，包括貝特、格羅夫斯、凱南、利連索爾、拉比、史邁斯和維格納，另外還有弟弟弗蘭克等家人，以及歷史學家小亞瑟·史列辛格、小說家約翰·奧哈拉和紐約市芭蕾舞團總監喬治·巴蘭奇。貝特、凱南和史邁斯發表悼詞。遺體火化後，骨灰裝入甕中，由遺孀凱瑟琳帶到聖約翰島，在海灘小屋前扔進海中。
凱瑟琳在1972年10月因肺栓塞所引起的腸道感染去世，終年62歲。新墨西哥州的農場由兒子彼得繼承，聖約翰島上的海灘則由女兒托妮繼承。1977年，托妮在海灘上的小屋內上樑自盡，年僅32歲。她把私人海灘捐獻給「聖約翰的市民，作公園和休閒空間之用」。原來的小屋靠近海邊，已被颶風摧毀。處女群島政府在此地建立了一座社區中心。

## 後世影響
對很多人來說，奧本海默在1954年被剝奪政治影響力，代表了科學家們終究無法控制別人如何利用他們的研究成果這一事實，也象徵著在核能存在的新時代中每一位科學家的道德義務。舉行針對奧本海默的聽證會不但有政治考量——人們認為他代表了前一屆政府——而且還出自他與刘易斯·斯特劳斯之間的個人恩怨。舉行聽證會表面上的原因包括，他和左翼知識份子過於親近以及他反對研發氫彈，這不但出於技術上的考慮，還出於道德上的考慮。當氫彈的技術難題解決後，他馬上轉向支持的態度，因為他相信蘇聯最終也不可避免地會研發出氫彈。他在1940年代末至50年代初反對麥卡錫主義，與此同時，他也在聽證期間和聽證之前供出了一些曾經的同事和學生。有一次，媒體選擇性地公開了他對他學生伯納德·彼得斯極其不利的供詞。有歷史學家認為，這是奧本海默在平息政府中同事的疑慮，也有可能是在轉移視線，讓人不再關注他和他弟弟与共产党的關係。這件事最後反而拖累了奧本海默，因為如果他真的懷疑彼得斯對國家不忠，那麼當年推薦他加入曼哈頓計劃就成了一個魯莽、自相矛盾的決定。

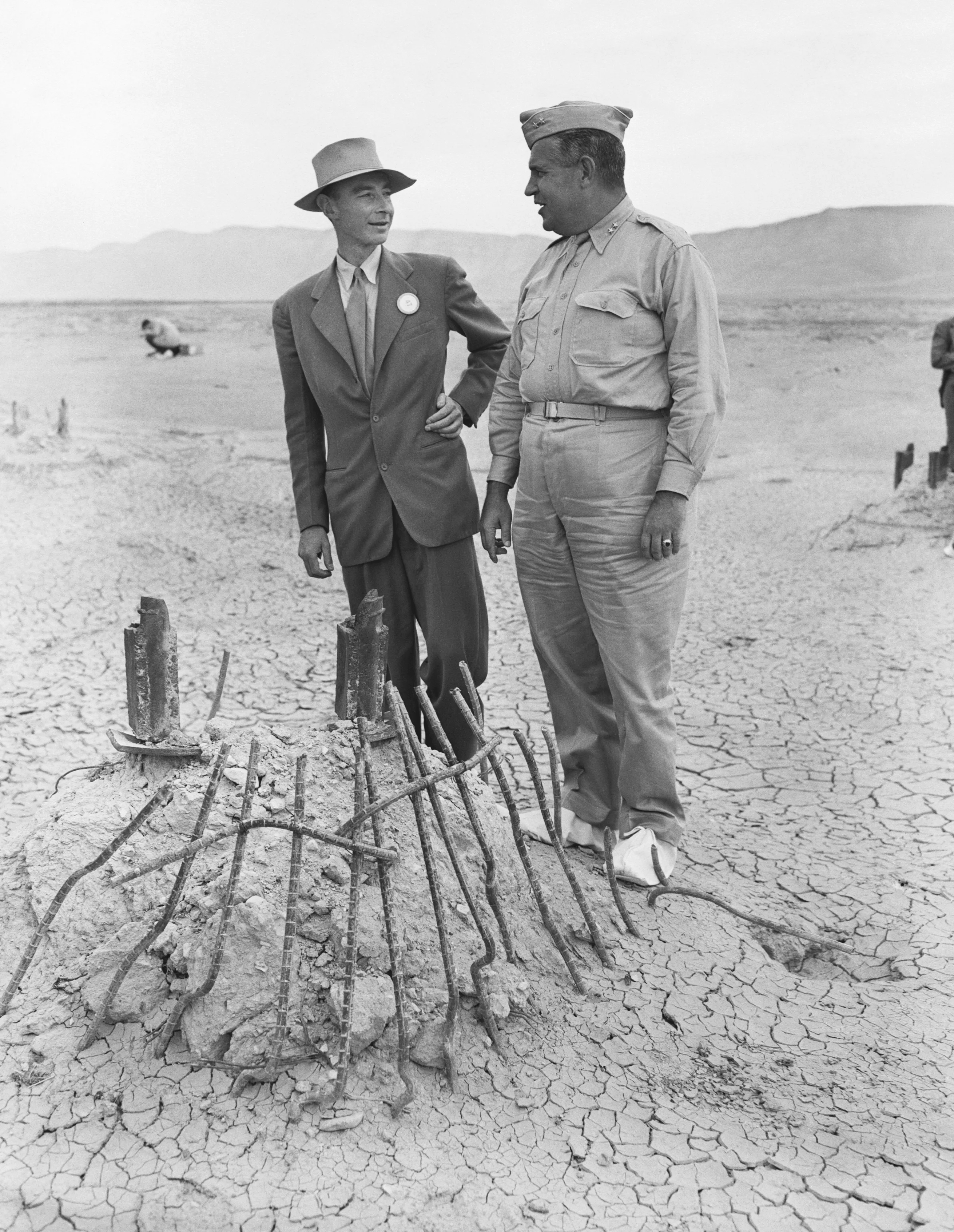
1945年9月，奧本海默和萊斯利·理查德·格羅夫斯視察位於新墨西哥州的三位一體核試驗場地。白色帆布鞋套是為了防止放射性落塵黏在鞋底。

在流行文化中，針對奧本海默的聽證會被看作是以泰勒為代表的右翼軍事主義者與以奧本海默為代表的左翼知識份子，在大殺傷力武器的道德問題上的爭鬥。以科學家對人類的道德義務為題材的作品包括：貝托爾特·布萊希特1955年話劇《伽利略的一生》（Leben des Galilei）、弗里德里希·迪倫馬特的話劇《物理學家們》（Die Physiker）及把奧本海默描繪成一個現代浮士德，約翰·庫利奇·亞當斯於2005年所寫的歌劇《原子博士》（Doctor Atomic）等等。 海納·基普哈特的話劇《就J·羅伯特·奧本海默一案》（In der Sache J. Robert Oppenheimer）最先在西德電視上映，後於1964年10月在柏林和慕尼黑上演。話劇受到了奧本海默本人的批評，在互相通信之後，編劇基普哈特做了幾處修訂，但對話劇的整體辯護。話劇1968年6月在紐約首演。《紐約時報》給出的評價是，話劇滿懷怒氣，偏袒奧本海默的一方，但把奧本海默描繪成一個「可悲的傻天才」。奧本海默在讀過劇本之後，威脅要起訴基普哈特，抨擊話劇「隨性發揮，既不符合史實，又不符合相關人物的真實性格」。奧本海默在訪問中說：
這整個鬼東西（指的是安全聽證會）就是個鬧劇，但這些人硬要把它寫成一場悲劇。……我從來沒有說過我後悔曾經負責參與製造原子彈。我說，他（基普哈特）是不是把格爾尼卡、考文垂、漢堡、德累斯頓、達豪、華沙和東京全都忘記了；我沒有忘記。我也說，假如他真的聽不懂，那他就應該寫篇別的題材的話劇。
奥本海默身后成为了许多传记和文艺创作的主题。1980年英國廣播公司由森·禾達史東主演的電視連續劇《奧本海默》（Oppenheimer）獲得三項英國學術電視獎。1980年以奧本海默和研發原子彈為主題的紀錄片《三位一體核試驗翌日》（The Day After Trinity）獲提名一項奧斯卡金像獎，並獲得一項皮博迪獎。湯姆·莫頓-史密斯的話劇《奧本海默》（Oppenheimer）以奧本海默的生平為主題。除此之外，還有多本傳記，其中卡伊·伯德和馬丁·J·舍溫合著，2005年出版的（American Prometheus: The Triumph and Tragedy of J. Robert Oppenheimer）獲得2006年的普利策传记文学奖。而根据该传记改编，由克里斯托弗·诺兰执导的电影《奥本海默》于2023年7月上映，片中奥本海默由基利安·墨菲饰演。加州大學柏克萊分校於2004年舉辦了一場百年誕辰紀念會議暨展覽會，會刊《再評奧本海默：百年研究與回憶》（Reappraising Oppenheimer: Centennial Studies and Reflections）於2005年出版。摇滚乐队林肯公园在2010年发布的专辑《烈日千阳》的专辑名称及其主题正是参考了奥本海默引用《薄伽梵歌》中“千日同生”的比喻。奧本海默發表的論文現存於美國國會圖書館。
在學生和科學同行的印象中，奧本海默是一位卓越的研究員、一位引人入勝的老師，同時也是美國現代理論物理學的先驅。他常常見異思遷，所以從來沒有完成過一個能夠獲得諾貝爾獎的研究項目。不過，假如他再多活幾年，他很可能會因為在黑洞理論上的貢獻而獲得諾貝爾獎。小行星67085（奧本海默星）以及月球背面的奧本海默環形山均以他命名。
在奧本海默對軍方和政府做政策顧問時，正值科學與軍隊之間關係轉變以及所謂「大科學」興起的時期，奧本海默成為了當時的一名專家領袖。科學家在二戰期間對軍事研究的參與度是前所未有的，在法西斯主義的威脅下，一眾西方科學家紛紛為同盟國提供技術上和組織上的援助，成果有雷達、近炸引信、運籌學等等。奧本海默既是一名有文化修養的知識份子，又是一名理論物理學家，還做過有紀律的軍事組織工作，打破了人們原來認為科學家都是不切實際的看法，也讓人看到原子核成分這樣高深的課題在現實中也是有用武之處的。
在三位一體核試驗前的兩天，奧本海默引用伐致呵利《三百詠》中的詩詞，表達出自己喜憂參半的矛盾情感：
森林中，戰場上，或處水中或火內，

或陷入敵人重圍，或在海中或山頂，

不論入睡或酒醉，或遭遇艱辛，

保護人者是前世所修善行。

## 著作書目
- Oppenheimer, J. Robert. . New York: Simon and Schuster. 1954. OCLC 34304713.
- Oppenheimer, J. Robert. . New York: Simon and Schuster. 1955. OCLC 297109.
- Oppenheimer, J. Robert. . London: Oxford University Press. 1964. OCLC 592102.
- Oppenheimer, J. Robert; Rabi, I.I. . New York: Scribner. 1969. OCLC 2729.（遺作）
- Oppenheimer, J. Robert; Smith, Alice Kimball; Weiner, Charles. . Cambridge, Massachusetts: Harvard University Press. 1980. ISBN 978-0-674-77605-0. OCLC 5946652.（遺作）
- Oppenheimer, J. Robert; Metropolis, N.; Rota, Gian-Carlo; Sharp, D. H. . Cambridge, Massachusetts: Birkhäuser Boston. 1984. ISBN 978-0-8176-3165-9. OCLC 10458715.（遺作）
- Oppenheimer, J. Robert. . Princeton, New Jersey: Princeton University Press. 1989. ISBN 978-0-691-08547-0. OCLC 19981106.（遺作）

### 引用
1. ↑  罗伯特·奥本海默在數學譜系計畫的資料。
2. 1 2  Cassidy 2005，第5—11頁
3. ↑  Bird & Sherwin 2005，第10頁
4. ↑  Schweber 2008，第283頁
5. ↑  Bird & Sherwin 2005，第12頁
6. ↑  Cassidy 2005，第16, 145頁
7. 1 2  Cassidy 2005，第35頁
8. ↑  Cassidy 2005，第23, 29頁
9. ↑  Cassidy 2005，第16—17頁
10. ↑  Cassidy 2005，第43—46頁
11. ↑  Cassidy 2005，第61—63頁
12. ↑  Cassidy 2005，第75—76, 88—89頁
13. ↑  Cassidy 2005，第90—92頁
14. ↑  Cassidy 2005，第94頁
15. ↑  Bird & Sherwin 2005，第46頁
16. ↑  Bird & Sherwin 2005，第39—40, 96, 258頁
17. ↑  Smith & Weiner 1980，第91頁
18. ↑  Bird & Sherwin 2005，第35—36, 43—47, 51—52, 320, 353頁
19. ↑  Smith & Weiner 1980，第135頁
20. ↑  Cassidy 2005，第108頁
21. ↑  Bird & Sherwin 2005，第60頁
22. ↑  Cassidy 2005，第109頁
23. ↑  . 時代雜誌. 1948-11-08  [2008-05-23]. （原始内容存档于2008-06-15）.
24. ↑  Cassidy 2005，第112頁
25. ↑  Cassidy 2005，第115—116頁
26. ↑  Cassidy 2005，第142頁
27. 1 2  Cassidy 2005，第151—152頁
28. ↑  Bird & Sherwin 2005，第73—74頁
29. ↑  Bird & Sherwin 2005，第84頁
30. ↑  Bird & Sherwin 2005，第75—76頁
31. ↑  . University of California, Berkeley. 2004  [2008-05-23]. （原始内容存档于2007-10-15）.
32. ↑  Conant 2005，第75頁
33. ↑  Herken 2002，第14—15頁
34. ↑  Bird & Sherwin 2005，第96—97頁
35. ↑  Bethe 1968; reprinted as Bethe 1997，第184頁
36. ↑  Bird & Sherwin 2005，第91頁
37. ↑  . ctp.berkeley.edu.   [2019-08-15]. （原始内容存档于2016-03-05）.
38. ↑  Conant 2005，第141頁
39. 1 2 3  Bird & Sherwin 2005，第88頁
40. ↑  Bethe 1968; reprinted as Bethe 1997，第178頁
41. ↑  Oppenheimer, J.R.  (PDF). Physical Review (Submitted manuscript). 1930, 35 (1): 562—563  [2019-01-08]. Bibcode:1930PhRv...35..562O. doi:10.1103/PhysRev.35.562. （原始内容 (PDF)存档于2018-07-24）.
42. ↑  Oppenheimer, J.R.; Hall, Harvey. . Physical Review. 1931, 38 (1): 57—79. Bibcode:1931PhRv...38...57H. doi:10.1103/PhysRev.38.57.
43. ↑  Cassidy 2005，第173頁
44. ↑  Dirac, P. A. M. . Proceedings of the Royal Society of London. Series A. 1928, 117 (778): 610—624. Bibcode:1928RSPSA.117..610D. ISSN 1364-5021. JSTOR 94981. doi:10.1098/rspa.1928.0023.
45. ↑  Cassidy 2005，第162—163頁
46. ↑  Oppenheimer, J.R.; Serber, Robert. . Physical Review. 1938, 54 (7): 540. Bibcode:1938PhRv...54..540O. doi:10.1103/PhysRev.54.540.
47. ↑  Oppenheimer, J.R.; Volkoff, G.M.  (PDF). Physical Review. 1939, 55 (4): 374—381  [2014-01-15]. Bibcode:1939PhRv...55..374O. doi:10.1103/PhysRev.55.374. （原始内容 (PDF)存档于2014-01-16）.
48. ↑  Oppenheimer, J.R.; Snyder, H. . Physical Review. 1939, 56 (5): 455—459. Bibcode:1939PhRv...56..455O. doi:10.1103/PhysRev.56.455.
49. ↑  Bird & Sherwin 2005，第89—90頁
50. ↑  Bird & Sherwin 2005，第375頁
51. ↑  Hijiya 2000，第133頁
52. ↑  Rabi, Oppenheimer (1969), p. 7, cited in Rhodes 1977 and Hijiya 2000，第166頁
53. 1 2  Kelly 2006，第128頁
54. ↑  Feldman 2000，第196—198頁
55. ↑  Hufbauer 2005，第31—47頁
56. ↑  Pais 2006，第33頁
57. ↑  Cassidy 2005，第178頁
58. ↑  Bird & Sherwin 2005，第98頁
59. ↑  Bird & Sherwin 2005，第128頁
60. ↑  Herken 2002，第12頁
61. ↑  Bird & Sherwin 2005，第104—107頁
62. ↑  Cassidy 2005，第184—186頁
63. ↑  Bird & Sherwin 2005，第111—113頁
64. ↑  Bird & Sherwin 2005，第154—160頁
65. 1 2  Cassidy 2005，第186—187頁
66. ↑  Bird & Sherwin 2005，第164頁
67. ↑  Bird & Sherwin 2005，第231—233頁
68. ↑  Bird & Sherwin 2005，第232—234, 511—513頁
69. ↑  . 時代雜誌. 1949-06-27  [2008-05-22]. （原始内容存档于2008-06-15）.
70. ↑   (PDF). Federal Bureau of Investigation: 2. 1944-05-23  [2013-12-16]. （原始内容存档于2013-05-25）.
71. ↑  . University of California, Berkeley.   [2008-05-22]. （原始内容存档于2007-11-27）.
72. 1 2  Haynes 2006，第147頁
73. ↑  Teukolsky, Rachel.  (PDF). Berkeley Science Review. No. 1. Spring 2001: 17. （原始内容 (PDF)存档于2006-09-01）.
74. ↑  United States Atomic Energy Commission 1954，第9頁
75. ↑  Oppenheimer, J. R. . Nuclear Age Peace Foundation. 1954-03-04  [2008-05-22]. （原始内容存档于2008-05-14）.
76. ↑  Strout 1963，第4頁
77. ↑  . Brotherhood of the Bomb: The Tangled Lives and Loyalties of Robert Oppenheimer, Ernest Lawrence, and Edward Teller.   [2011-02-24]. （原始内容存档于2011-07-08）.
78. ↑  . Brotherhood of the Bomb: The Tangled Lives and Loyalties of Robert Oppenheimer, Ernest Lawrence, and Edward Teller.   [2011-02-24]. （原始内容存档于2011-07-08）.
79. ↑  . Brotherhood of the Bomb: The Tangled Lives and Loyalties of Robert Oppenheimer, Ernest Lawrence, and Edward Teller.   [2011-02-24]. （原始内容存档于2011-07-08）.
80. ↑  Bird & Sherwin 2005，第137—138頁
81. ↑  Cassidy 2005，第199—200頁
82. ↑  Herken 2002，第101—102頁
83. 1 2  Bird & Sherwin 2005，第249—254頁
84. ↑  Bird & Sherwin 2005，第195—201頁
85. ↑  Groves 1962，第63頁
86. ↑  Hewlett & Anderson 1962，第44—49頁
87. ↑  Hoddeson et al. 1993，第42—44頁
88. ↑  Bird & Sherwin 2005，第328—330頁
89. ↑  Hewlett & Anderson 1962，第72—74頁
90. ↑  Hewlett & Anderson 1962，第81—82頁
91. ↑  Groves 1962，第61—63頁
92. ↑  Bird & Sherwin 2005，第185—187頁
93. ↑  Groves 1962，第66—67頁
94. ↑  Smith & Weiner 1980，第227頁
95. 1 2  Bird & Sherwin 2005，第210頁
96. ↑  Hewlett & Anderson 1962，第230—232頁
97. ↑  Bethe 1968; reprinted as Bethe 1997，第190頁
98. ↑  Hoddeson et al. 1993，第226—229頁
99. ↑  Hewlett & Anderson 1962，第312—313頁
100. ↑  Hoddeson et al. 1993，第245—248頁
101. ↑  Hoddeson et al. 1993，第248—249頁
102. ↑  Hoddeson et al. 1993，第312頁
103. ↑  . Nuclear Age Peace Foundation.   [2011-03-08]. （原始内容存档于2006-05-22）.
104. ↑  Jones 1985，第530—532頁
105. ↑  Rhodes 1986，第642—643頁
106. 1 2  Jungk 1958，第201頁.
107. ↑  Herken 2002，第119頁
108. ↑  . A.C. Bhaktivedanta Swami Prabhupada.   [2013-07-19]. （原始内容存档于2013-08-04）.
109. ↑  . Gita Supersite by Indian Institute of Technology Kanpur（英语：Indian Institute of Technology Kanpur）. 2017-09-02  [2023-07-21]. （原始内容存档于2023-08-04）.
110. ↑  . Bhagavad As It Is.   [2012-10-24]. （原始内容存档于2012-11-17）.
111. 1 2  Hijiya, James A.  (PDF). Proceedings of the American Philosophical Society. 2000-06, 144 (2)  [2013-12-23]. ISSN 0003-049X. （原始内容 (PDF)存档于2013-11-26）.
112. 1 2  . Atomic Archive.   [2008-05-23]. （原始内容存档于2008-05-16）.
113. ↑  .   [2023-07-22]. （原始内容存档于2023-07-22）.
114. ↑  Szasz 1984，第88頁
115. ↑  Monk 2012，第456—457頁.
116. ↑  Monk 2012，第467—468頁.
117. ↑  Monk 2012，第475頁.
118. ↑  Monk 2012，第476頁.
119. ↑  Monk 2012，第494頁.
120. ↑  . New York Times. 1967-02-19  [2011-03-01]. （原始内容存档于2011-02-17）.
121. ↑  Cassidy 2005，第253頁
122. ↑  . 時代雜誌. 1948-11-08  [2010-12-11]. （原始内容存档于2011-02-01）.
123. ↑  Bird & Sherwin 2005，第344—347頁
124. ↑  Bird & Sherwin 2005，第333—335頁
125. ↑  Bird & Sherwin 2005，第351頁
126. ↑  Bird & Sherwin 2005，第360—365頁
127. ↑  Bird & Sherwin 2005，第369頁
128. ↑  Bird & Sherwin 2005，第371—377頁
129. ↑  Cassidy 2005，第269—272頁
130. ↑  Spangenburg & Moser 2004，第41—44頁
131. ↑  Bird & Sherwin 2005，第347—349頁
132. ↑  Cassidy 2005，第264—267頁
133. ↑  Hewlett & Duncan 1969，第380—385頁
134. ↑  Hewlett & Duncan 1969，第406—409頁
135. ↑  Bird & Sherwin 2005，第429頁
136. ↑  Hewlett & Duncan 1969，第535—537頁
137. ↑  Polenberg 2002，第110—111頁
138. ↑  Stern 1969，第2頁
139. ↑  Cassidy 2005，第286頁
140. ↑  Bird & Sherwin 2005，第394—396頁
141. ↑  Cassidy 2005，第282—284頁
142. ↑  Hewlett & Anderson 1962，第581—584頁
143. ↑  Stern 1969，第229—230頁
144. ↑  United States Atomic Energy Commission 1954，第3—7頁
145. ↑  Broad, William J. . The New York Times. 2014-10-11  [2015-01-17]. （原始内容存档于2015-01-18）.
146. ↑  Department of Energy. . Department of Energy (DOE) OpenNet documents.   [2015-01-17]. （原始内容存档于2015-01-18）.
147. ↑  Stern 1969，第335頁.
148. ↑  Cassidy 2005，第313—319頁
149. ↑  Stern 1969，第337—338頁.
150. ↑  Bird & Sherwin 2005，第532—534頁
151. ↑  Emilie, Haertsch. . Distillations. Vol. 2 no. 3. 2016: 40—43  [2018-03-22]. （原始内容存档于2018-03-23）.
152. ↑  Bird & Sherwin 2005，第514—519頁
153. ↑  Cassidy 2005，第320—324頁
154. ↑  . Nuclear Age Peace Foundation.   [2010-12-11]. （原始内容存档于2006-01-15）.
155. ↑  Polenberg 2005，第267—268頁
156. ↑  Polenberg 2005，第268—272頁
157. ↑  Bethe 1968，第27頁
158. ↑  Haynes 2006，第133—144頁
159. ↑  John Earl Haynes, Harvey Klehr and Alexander Vassiliev, Spies: The Rise and Fall of the KGB in America (New Haven: Yale University Press, 2009), p. 58.
160. ↑  Monk 2012，第244頁.
161. ↑  . United States Department of Energy. 2022-12-16  [2023-08-30]. （原始内容存档于2023-08-09） （英语）.
162. ↑  Broad, William J. . The New York Times. 2022-12-16  [2023-08-30]. （原始内容存档于2023-08-07） （英语）.
163. ↑  Oladipo, Gloria. . The Guardian. 2022-12-17  [2023-08-30]. （原始内容存档于2023-07-29） （英语）.
164. ↑  Bird & Sherwin 2005，第566—569頁
165. ↑  Bird & Sherwin 2005，第573頁
166. 1 2  Bird & Sherwin 2005，第559—561頁
167. ↑  . Institute for Advanced Study.   [2011-03-11]. （原始内容存档于2011-05-14）.
168. ↑  Wolverton 2008，第84—87頁
169. ↑  Wolverton 2008，第227—228頁
170. ↑  Wolverton 2008，第174—180頁
171. ↑  Wolverton 2008，第105—106頁
172. ↑  Bethe, H. A. . Biographical Memoirs of Fellows of the Royal Society. 1968, 14: 390—416. ISSN 0080-4606. doi:10.1098/rsbm.1968.0016. reprinted as Bethe, Hans. . Biographical Memoirs. 1997, 71: 175—218  [2019-01-08]. （原始内容存档于2011-10-10）.
173. ↑   (PDF). Royal Society.   [2010-12-11]. （原始内容存档于2010-11-30）.
174. ↑  Cassidy 2005，第348—349頁
175. ↑  . The American Presidency Project.   [2010-12-11]. （原始内容存档于2011-08-19）.
176. ↑  . 時代雜誌. 1968-10-04  [2008-05-23]. （原始内容存档于2009-01-14）.
177. ↑  Bird & Sherwin 2005，第574—575頁
178. ↑  Bird & Sherwin 2005，第577頁
179. ↑  Bird & Sherwin 2005，第585—588頁
180. ↑  Cassidy 2005，第351—352頁
181. ↑  Bird & Sherwin 2005，第588頁
182. ↑  Elliott, Jaime. . Old Town Crier. 2014-07-01  [2018-01-11]. （原始内容存档于2018-01-10）.
183. ↑  Bird & Sherwin 2005，第590—591頁
184. ↑  . St. John's Beach Guide.   [2008-05-22]. （原始内容存档于2007-10-13）.
185. 1 2  Thorpe, Charles. . Social Studies of Science. 2002, 32 (4): 525—562. ISSN 0306-3127. doi:10.1177/0306312702032004002.
186. ↑  Cassidy 2005，第305—308頁
187. ↑  Cassidy 2005，第293—298頁
188. ↑  Cassidy 2005，第281—284頁
189. ↑  . 時代雜誌. 1945-09-17  [2011-03-16]. （原始内容存档于2011-06-29）.
190. ↑  Carson 2005，第1—10頁
191. ↑  . The New York Times. 1964-11-14  [2008-05-23]. （原始内容存档于2024-04-04）.
192. ↑  Barnes, Clive. . The New York Times. 1968-06-07  [2008-05-23]. （原始内容存档于2024-04-04）.
193. ↑  . Time. 1964-11-11  [2008-05-23]. （原始内容存档于2008-04-08）.
194. ↑  Seagrave, Sterling. . The Washington Post. 1964-11-09: B8.
195. ↑  Canby, Vincent. . New York Times. 2011-02-23  [2010-12-11]. （原始内容存档于2012-02-18）.
196. ↑  互联网电影数据库（IMDb）上《Oppenheimer》的资料（英文）
197. ↑   (PDF). University of Georgia.   [2010-12-11]. （原始内容 (PDF)存档于2011-07-26）.
198. ↑  互联网电影数据库（IMDb）上《The Day After Trinity》的资料（英文）
199. ↑  Billington, Michael. . The Guardian. 2015-01-24  [2015-05-01]. （原始内容存档于2015-04-04）.
200. ↑  . The Pulitzer Prizes.   [2011-03-05]. （原始内容存档于2010-12-29）.
201. ↑  Kroll, Justin. . Deadline Hollywood. 2021-10-08  [2021-10-08]. （原始内容存档于2021-10-08）.
202. ↑  . University of California, Berkeley.   [2013-12-16]. （原始内容存档于2010-06-11）.
203. ↑  . Office for History of Science and Technology, University of California, Berkeley.   [2013-12-16]. （原始内容存档于2012-01-25）.
204. ↑  Newton, Penny. . MTV. Viacom. 2010-08-16  [2010-09-16]. （原始内容存档于2010-08-20）.
205. ↑   (PDF). Library of Congress.   [2011-03-23]. （原始内容存档 (PDF)于2012-10-18）.
206. ↑  Cassidy 2005，第175頁
207. ↑  . Jet Propulsion Laboratory.   [2011-02-27]. （原始内容存档于2012-01-30）.
208. ↑  Anderson & Whitaker 1982，第54頁
209. ↑  Hollinger 2005，第387頁
210. ↑  金克木. . 北京: 人民文學出版社. 1982: 22.

### 來源
- Anderson, Leif E.; Whitaker, Ewen A. . Springfield, Virginia: National Aeronautics and Space Administration. 1982. OCLC 9424347.
- Bethe, Hans. . New York: Springer Science+Business Media. 1968. ISBN 978-0-88318-707-4. OCLC 22661282.
- Bird, Kai; Sherwin, Martin J. . New York: Alfred A. Knopf. 2005. ISBN 978-0-375-41202-8. OCLC 56753298.
- Carson, Cathryn. . Carson, Cathryn; Hollinger, David A.  (编). . Berkeley, California: Office for History of Science and Technology, University of California. 2005: 1—10. ISBN 978-0-9672617-3-7. OCLC 64385611.
- Cassidy, David. . New York: Pi Press. 2005. ISBN 978-0-13-147996-8. OCLC 56503198.
- Conant, Jennet. . New York: Simon & Schuster. 2005. ISBN 978-0-7432-5007-8.
- Feldman, Burton. . New York: Arcade Publishing. 2000. ISBN 978-1-55970-537-0.
- Groves, Leslie. . New York: Harper & Brothers. 1962. ISBN 978-0-306-70738-4.
- Haynes, John Earl. . Cambridge, Massachusetts: Cambridge University Press. 2006. ISBN 978-0-521-67407-2.
- Hecht, David K. (2015). Storytelling and Science: Rewriting Oppenheimer in the Nuclear Age. Amherst, MA: University of Massachusetts Press.
- Herken, Gregg. . New York: Henry Holt and Company. 2002. ISBN 978-0-8050-6588-6.
- Hewlett, Richard G.; Anderson, Oscar E. . A History of the United States Atomic Energy Commission. University Park, Pennsylvania: Pennsylvania State University Press. 1962. ISBN 978-0-520-07186-5.
- Hewlett, Richard G.; Duncan, Francis. . A History of the United States Atomic Energy Commission. University Park, Pennsylvania: Pennsylvania State University Press. 1969. ISBN 978-0-520-07187-2.
- Hijiya, James A.  (PDF). Proceedings of the American Philosophical Society. 2000-06, 144 (2)  [2013-12-16]. （原始内容 (PDF)存档于2013-05-15）.
- Hoddeson, Lillian; Henriksen, Paul W.; Meade, Roger A.; Westfall, Catherine L. . New York: Cambridge University Press. 1993. ISBN 978-0-521-44132-2.
- Hollinger, David A. . Carson, Cathryn; Hollinger, David A.  (编). . Berkeley, California: Office for History of Science and Technology, Univ. of California. 2005: 385—390. ISBN 978-0-9672617-3-7. OCLC 64385611.
- Hufbauer, Karl. . Carson, Cathryn; Hollinger, David A.  (编). . Berkeley, California: Office for History of Science and Technology, Univ. of California. 2005: 31—47. ISBN 978-0-9672617-3-7. OCLC 64385611.
- Jones, Vincent. . Washington, D.C.: United States Army Center of Military History. 1985.
- Jungk, Robert. . New York: Harcourt Brace. 1958. ISBN 978-0-15-614150-5. OCLC 181321.
- Kelly, Cynthia C. . Hackensack, New Jersey: World Scientific. 2006. ISBN 978-981-256-418-4. OCLC 65637244.
- Monk, Ray. . New York; Toronto: Doubleday. 2012. ISBN 978-0-385-50407-2.
- Pais, Abraham. . Oxford: Oxford University Press. 2006. ISBN 978-0-19-516673-6. OCLC 65637244.
- Polenberg, Richard. . Ithaca, New York: Cornell University. 2002. ISBN 978-0-8014-3783-0. OCLC 47767155.
- Polenberg, Richard. . Carson, Cathryn; Hollinger, David A.  (编). . Berkeley, California: Office for History of Science and Technology, Univ. of California. 2005: 267—272. ISBN 978-0-9672617-3-7. OCLC 64385611.
- Rhodes, Richard. . American Heritage. 1977-10  [2008-05-23]. （原始内容存档于2008-06-12）.
- Rhodes, Richard. . New York: Simon & Schuster. 1986. ISBN 978-0-671-44133-3. OCLC 13793436.
- Schweber, Silvan. . Cambridge, Massachusetts: Harvard University Press. 2008. ISBN 9780674028289. OCLC 175218496.
- Smith, Alice Kimball; Weiner, Charles. . Cambridge, Massachusetts: Harvard University Press. 1980. ISBN 978-0-8047-2620-7. OCLC 5946652.
- Spangenburg, Ray; Moser, Diane. . New York: Facts On File. 2004. ISBN 978-0-816-06880-7. OCLC 63147774.
- Stern, Philip M. . New York: Harper & Row. 1969. OCLC 31389.
- Strout, Cushing. . Chicago: Rand McNally. 1963  [2019-01-08]. （原始内容存档于2008-12-27）.
- Szasz, Ferenc M. . Albuquerque, New Mexico: University of New Mexico Press. 1984. ISBN 978-0-8263-0767-5. OCLC 10779209.
- United States Atomic Energy Commission. . Washington, D.C.: United States Government Printing Office. 1954  [2013-02-20].
- Wolverton, Mark. . New York: St. Martin's Press. 2008. ISBN 978-0-312-37440-2. OCLC 223882887.

## 外部連結
- （英文）Biography and online exhibit created for the centennial of his birth（百年誕辰生平介紹與展覽）
- （英文）1965 Audio Interview with J. Robert Oppenheimer by Stephane Groueff （页面存档备份，存于）（奧本海默1965年訪談錄音）
- （英文）Was Oppenheimer a member of the Communist Party? （页面存档备份，存于）（「奧本海默是共產黨員嗎？」相關文件）
- （英文）On Atomic Energy, Problems to Civilization （页面存档备份，存于）（論原子能與文明所面對的難題，1946年11月於加州大學柏克萊分校演講的錄音）
- （英文）Oppenheimer talking about the experience of the first bomb test （页面存档备份，存于）（奧本海默講述對首次核試驗的感想，他在錄像中講出名言：「我現在成了死神，世界的毀滅者。」）
- （英文）"Freedom and Necessity in the Sciences" （页面存档备份，存于）（科學的自由與需要，1959年4月於達特茅斯學院演講的錄音和文件）

| 政府职务    | 政府职务                             | 政府职务                   |
| ----------- | ------------------------------------ | -------------------------- |
| 前任者： 無 | 洛斯阿拉莫斯實驗室主任 1943年—1945年 | 繼任者： 諾里斯·布拉德伯里 |

1. ↑  奧本海默在電視紀錄片《投原子彈之決定》（The Decision to Drop the Bomb，1965年）中讀出此句。[112]奧本海默先讀出梵文原文，再讀出自己的英文翻譯。[111]而《薄伽梵歌》此处原文意义应为“我是時間，所有世界的毀滅者”[113]。